# 天然主義

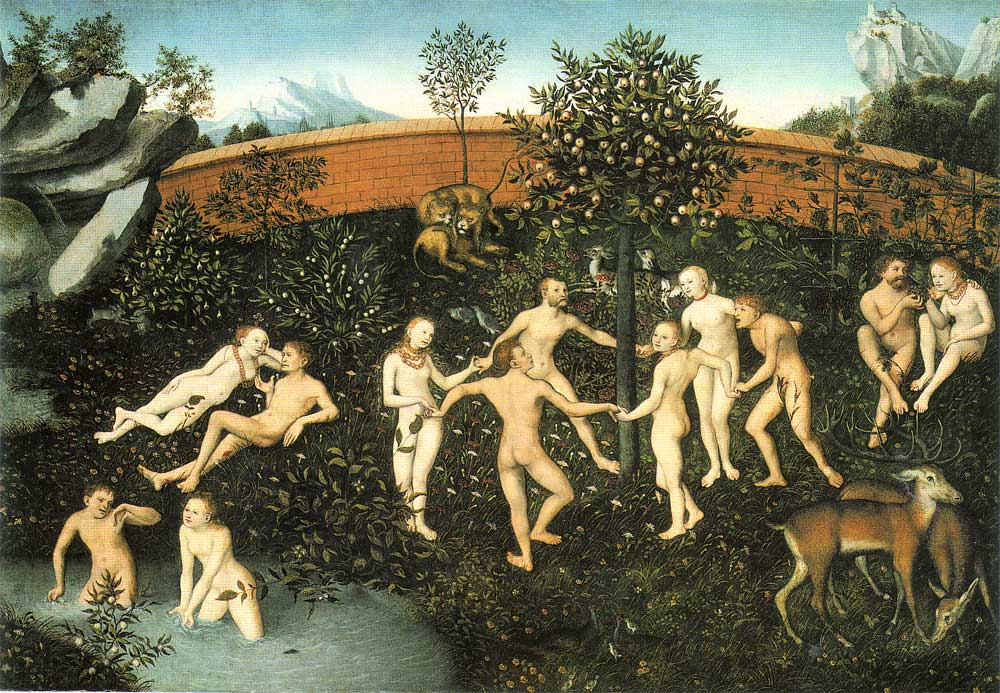
老盧卡斯·克拉納赫的作品《黃金年代》呈現了人們心中設想的傳奇時代，當時社交裸體活動是常見的，並顯然是正面且歡愉的情境。

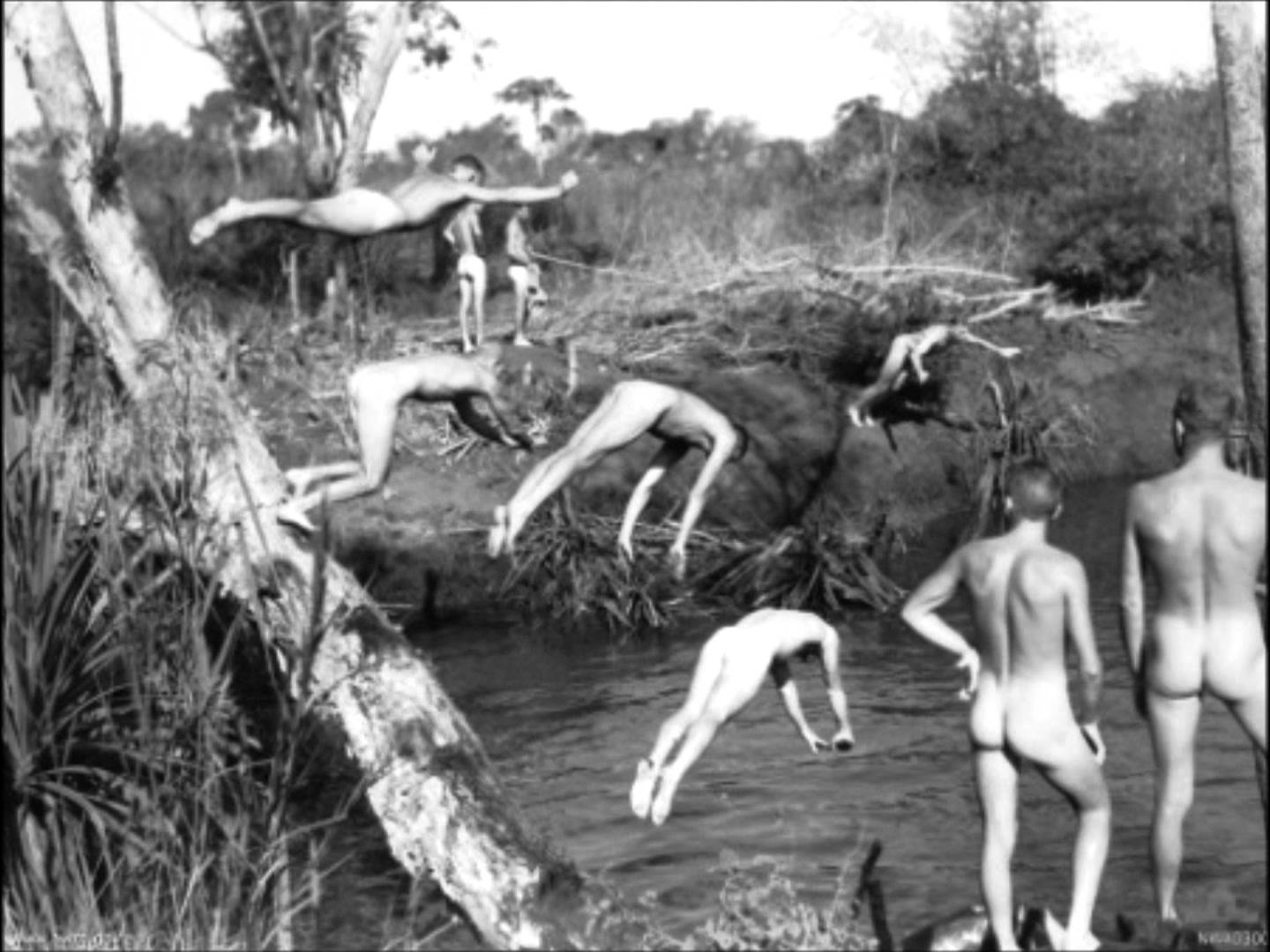
裸泳的古典相片，攝於澳洲达尔文，1943年

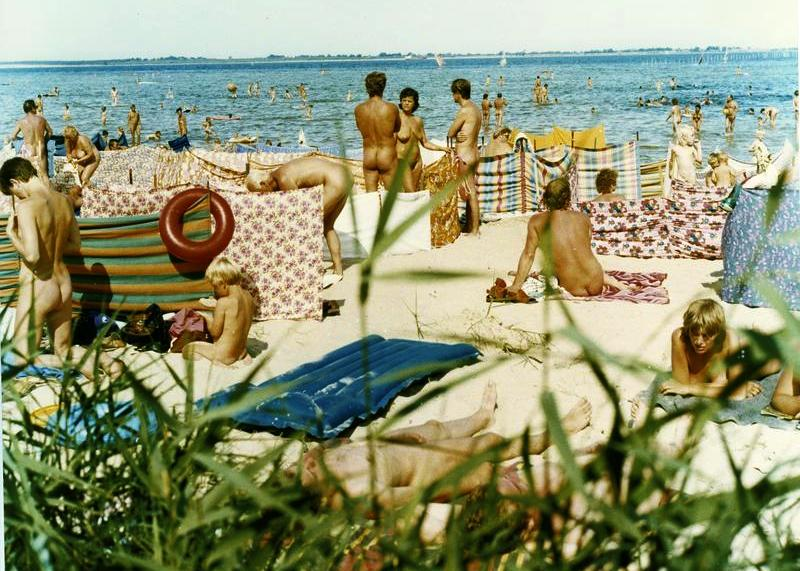
靠近德國羅斯托克的公眾天然主義者海灘，1984年

天然主義或裸體主義，是一種文化運動與政治運動，倡導和維護在私人和公開場合的裸體社交活動。這個名詞也可指稱以個人、家庭或社交裸體主義為基礎的生活方式。根據阿格德角在1974年作出的定義，天然主義是「和大自然和諧共存的一種方式，以集體裸體的方式促進尊重自己、尊重他人並尊重環境的態度」。奉行天然主義的人稱為「天然主義者」，但通常「裸體主義者」這個名稱較容易理解。
在美國有幾個新創字彙，用來替代天然主義這個字，例如「社交裸體」（social nudity）、「公開裸體」（public nudity），以及更近的「無衣自在」（clothes-free）等，但這三個詞彙受到大眾接納的程度都不及於較久遠的「天然主義」。
天然主義哲學有許多源頭，即使說經常会引述回歸自然、創造平等的概念，但其中有許多源頭可回溯到20世紀早期德國的健康與健身哲學。這個理念從德國傳播到英國、加拿大、美國以及其他地區，發展出一個由許多俱樂部所構成的網絡。德國天然主義的模式是推廣裸體主義式的家庭和休閒運動，其推廣組織DFK也是德國奧運體育協會的會員。在另一方面，法國裸體主義的發展是以大型旅遊區為基礎，這個概念接下來影響加拿大魁北克，然後是美國。後續的發展是裸體主義觀光，其中裸體渡假村是為了招待裸體旅遊者而建立，而沒有任何本地的根基。這種概念在加勒比海最顯著。 

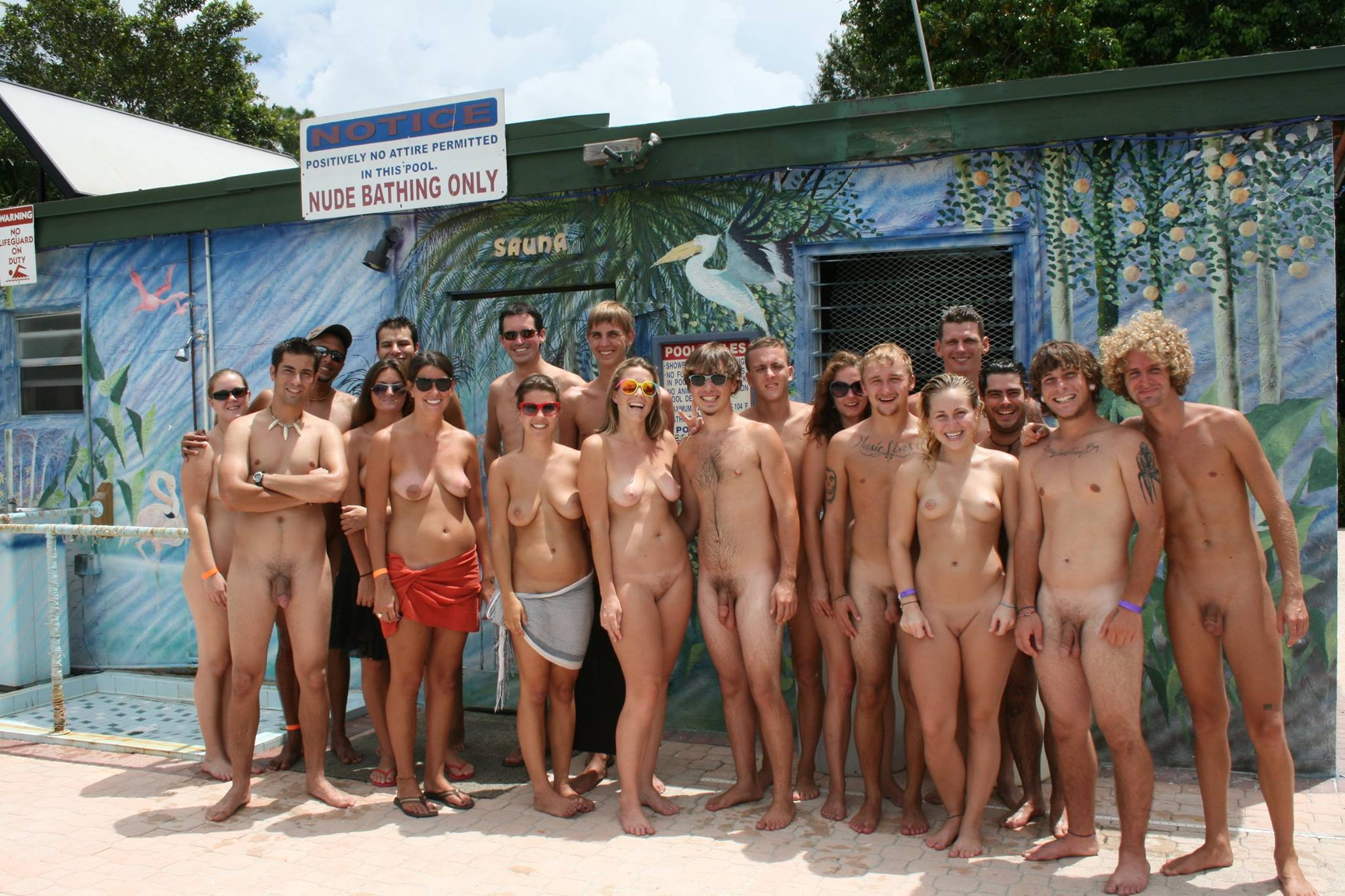
佛羅里達青年天然主義者 (2014)

最近，裸體海灘（或無衣自在海灘）以及其他類型的裸體主義者活動，使得許多未加入俱樂部成為會員的人能夠參與天然主義者活動。
在某些人看來，天然主義可能包含情色層面，即使現在許多天然主義者與天然主義組織堅決表示未必如此。大眾與媒體經常過度簡化天然主義與情色的關係，在參與天然主義活動時，性行為反而受到規範所限制。天然主義的環境可讓人瞭解性別的諸多面向，性別議題在我們日常生活中經常被當成一種疾病、判定成違法，或是商品化。

## 當前的天然主義

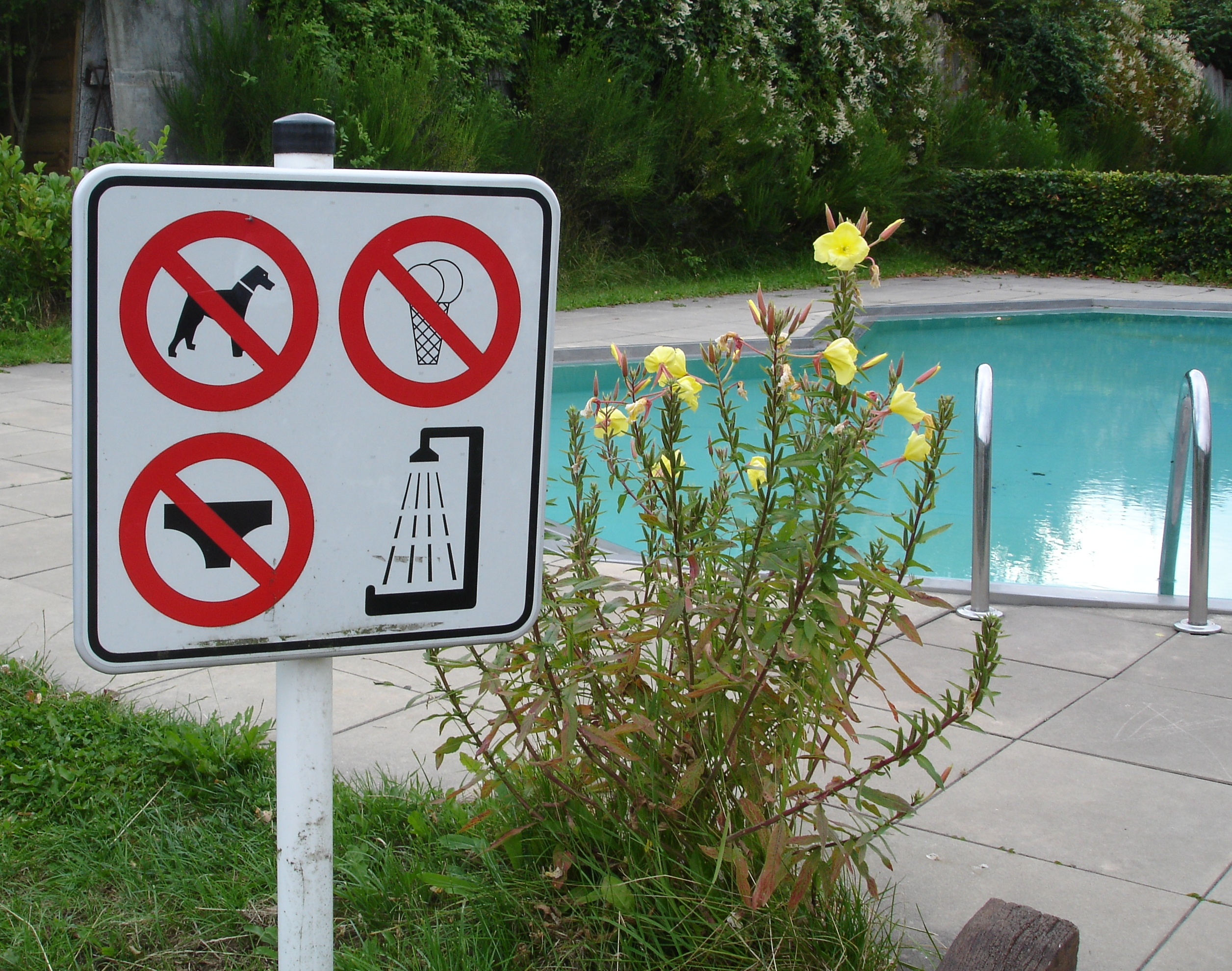
這個游泳池標示牌顯示，不可穿衣服入內

天然主義這個字，最早是在1778年，由法語區比利時人Jean Baptiste Luc Planchon (1734-1781)所提出。這個概念受到提倡，成為改善天然生活型態（'l'hygiène de vie', natural style of life）與健康的策略。法文的天然主義，來自「自然」（nature）這個字。但「自然主義」（le naturalisme）多被用為文學及藝術的手法或派別，「天然主義」（le naturisme）則指涉回歸大自然的生活哲學，即「裸體主義」（le nudisme）。
依據國際天然主義聯盟在第十四屆大會（法國 Cap d'Agde，1974年）所採用的國際定義。天然主義是指：
「一種與自然相和諧的生活方式，透過社交裸體來表現，而且其特徵在於不同意見的人們的自我尊重，以及對於環境的自我尊重」。每個國家都有自己的天然主義型態，甚至每個俱樂部都有自己的特性，對我們人類來說也是如此，我們每個人具有自己的個性，反映在我們的環境中」。
這些術語的用法與定義，依據不同的地理位置和歷史而異。然而在美國，天然主義（naturism）和裸體主義（nudism）有非常相似的意義。在英國則有相當明顯的區別裸體主義是「變成裸體的行動」，但天然主義是一種「生活型態」，在不同的時機擁抱自然、環境、尊重他人、自我尊重、工藝、健康飲食、素食、絕對戒酒、不吸煙、瑜珈、運動與和平主義，以及裸體。
在天然主義者的用語中，「穿衣者」（textilist）一詞用於描述某個不是天然主義者的人，或其行為還未達到天然主義者。例如：「他在（天體園區）待了一個星期，卻一直都還是個穿衣者。它也被當成一個形容詞使用，來描述一個不容許自然主義的設施，例如：「從這面旗幟開始就是穿衣者海灘」。「可穿可不穿」（clothing optional）或「可裸可不裸」（nude optional，這是美國特有的）描述的是一個政策或是一個地點，容許或鼓勵裸體，但容許穿衣服。反面是「強制穿上衣服」（clothing compulsory），換句話說，不允許裸體，因此需要穿衣服。無衣自在（clothes free/clothes-free）用作形容詞，來描述允許天然主義的情況，反之則是在一個穿衣品者的環境中。
社會裸體運動包含許多類型，「天然主義」、裸體主義、FKK（Freikörperkultur）、裸體海灘（自由海灘）運動，以及普遍化的「公共土地 / 公開裸體」宣傳。這些個別運動具有許多共同的歷史、主題、議題和哲學，但這些運動之間的差異依然存在著爭議。

## 天然主義的類型

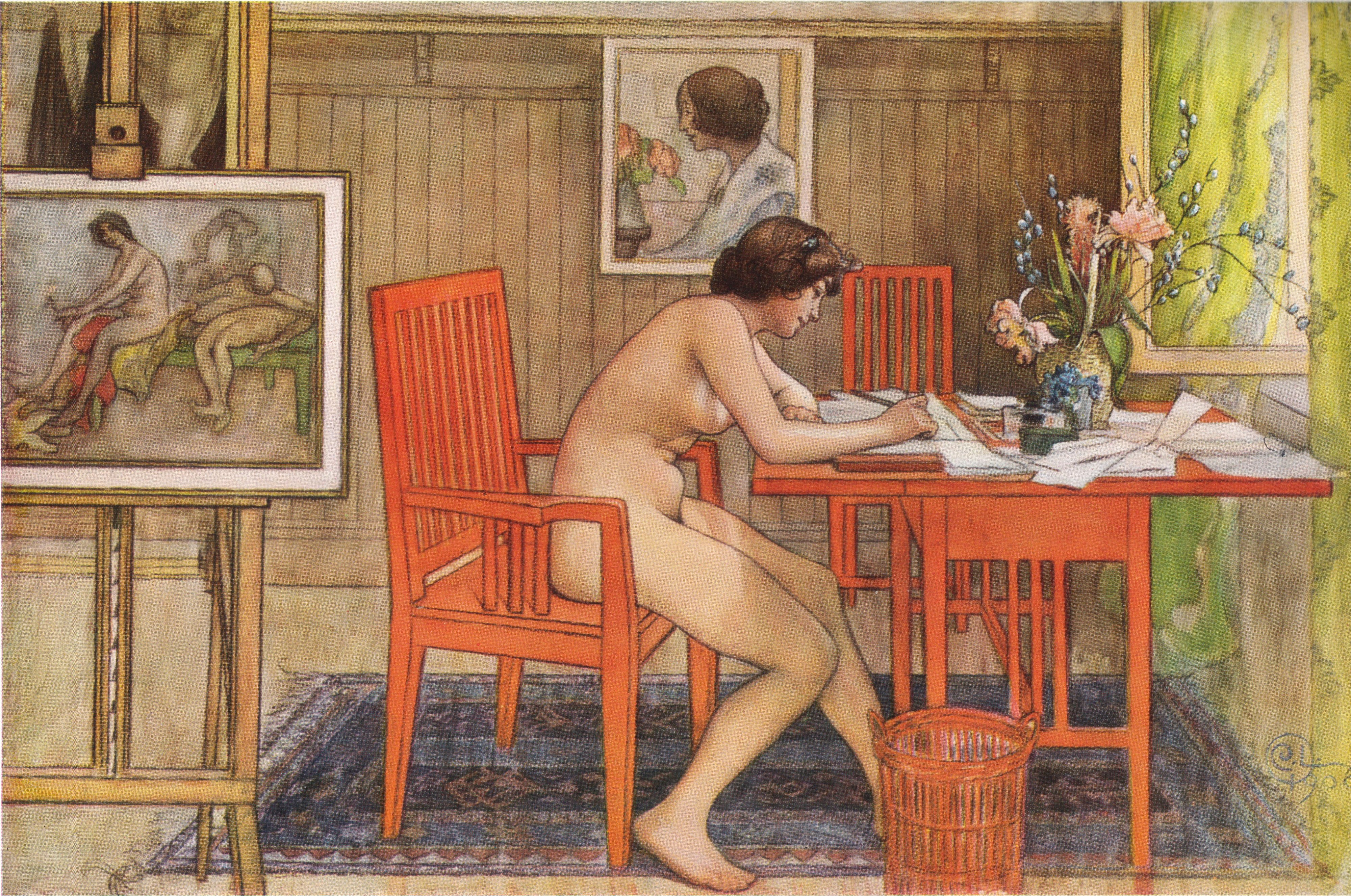
卡爾·拉森的作品，模特兒正在寫明信片，1906年

人們以各種不同方式實行天然主義：Marc Alain Descamps在他以法文寫成的研究中，將這些類型分類為：個人裸體、家庭中的裸體、野外裸體、社交裸體。我們再加上激進的天然主義者（militant naturist），也就是抗爭或極端的天然主義者。

### 個人或家庭裸體
許多人常常單獨或與家人在自家裡頭或庭園裸體，這可能是偶一為之的裸體，或是一種天然主義者的生活方式。關於父母究竟是否可在孩子面前裸體，以及孩子在家裡頭中究竟能否在家人和訪客面前裸體，如果是，可以到什麼程度，有著許多不同的意見。這吸引了大量的學術研究。
在美國金賽（Alfred Kinsey 1948–1953）發現，在參與研究者之中，有75％表示，他們在成長過程中，從來就沒有在家裸體；有5％的人表示，“很少”在家裡裸體；3％的人說他們是“經常”，而17％的人表示“稀鬆平常”。這項研究發現，男性和女性在家裸體的頻率並無顯著差異。
戈登（Gordon）和施羅德（Schroeder）在1995年報導說，父母裸體的情況變異相當大，隨著不同家庭而異。他們說，“在孩子面前洗浴或在孩子面前裸體，本身沒有什麼錯”，並指出，這樣可能提供一個機會，讓父母為孩子提供重要訊息。他們指出，孩子到了5歲至6歲時，會開始培養一種行為得體感，並建議那些希望敏銳關注孩子願望的父母，從那時開始限制這些裸體活動。
邦納（Barbara Bonner）在1999年提出警告，假使孩童展現出一種被認定有問題的性遊戲，那麼就該反對在家裸體。
歐卡米（Paul Okami）在1995年的一篇文獻回顧所得出的結論是，沒有可靠的證據，可將父母在孩子面前裸體連結到任何的負面影響 。三年後，他的團隊完成了一個18年的長期研究，顯示如果有任何影響的話，這樣的暴露會關聯到輕微的有益影響，特別是對男孩子。

加拿大的調查顯示，有39%的加拿大人可能或曾經在房子四周裸體行走。在卑詩省，則是高達 51%。個人的裸體也可包括裸睡，有時被視為有益健康，因為事實上，當在床上裸體，更容易放鬆熟睡，可達成更長時間與更舒適的睡眠，但它也可能出於舒適的理由。

### 社交裸體
社交裸體是在一個社交情境中的裸體，可以在家裡與朋友，或與熟人在各種裸體場合或設施，例如裸體俱樂部、社區、活動中心、天然主義者渡假村或其它設施。（在這裡，社交裸體這個字的定義較為寬鬆，並且有區域差異。在天然主義場合或場地，人們往往可自由選擇是否要穿著衣服，除了在某些希望人們在天氣允許下必須全裸的游泳池或日光浴草坪。這個規則有時是某些天然主義者發生爭執的原因所在。基於健康和安全的規定，在天然主義設施的工作人員，有時被要求必須穿衣。

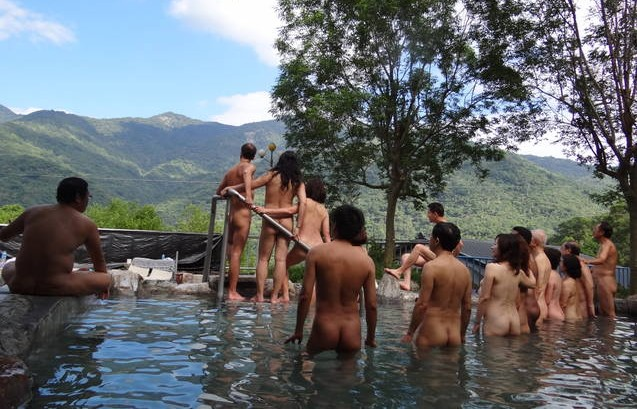
台灣的家庭在知本溫泉裸浴

天然主義設施的類型有許多區分方式。一處「自有土地的」（landed）或「會員共有的」（members'）的天然主義俱樂部擁有自己的設施，而「無自有土地的」（non-landed，或四處遊走的）俱樂部則在不同地點聚會，例如私人住宅、游泳池、溫泉、自有土地的俱樂部與度假村，以及租用的設施。自有土地的俱樂部可由成員以民主方式經營，或由一個或多個土地擁有人訂立規則經營。在兩種情況下，他們可決定成員資格標準及義務。這往往包括維持或發展這個營地所需的工作。

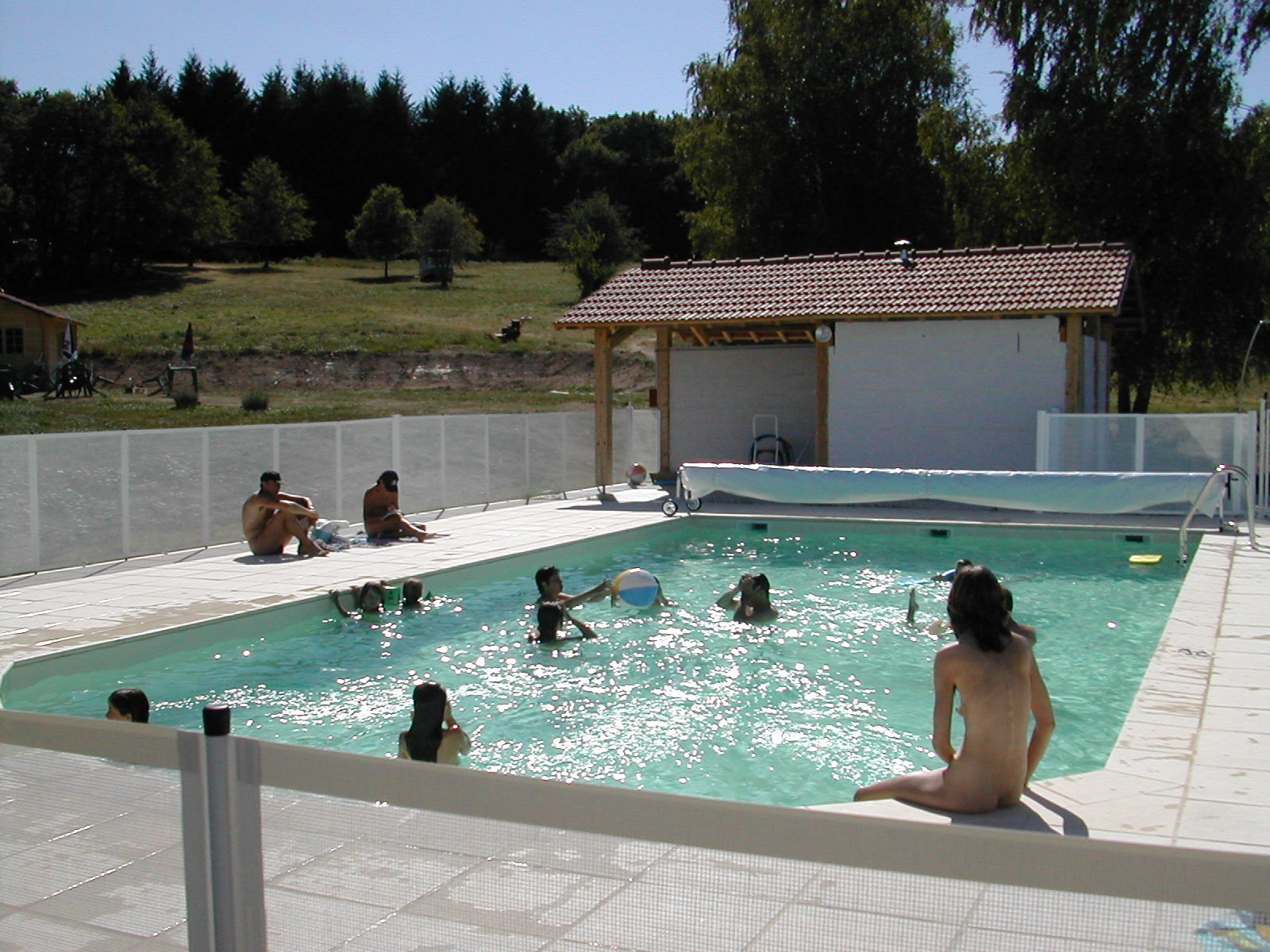
在法國Haute Vienne，Monts de Bussy，家庭享受裸泳樂趣

某些天然主義俱樂部的入會規定，比某些傳統的「鄉村俱樂部」更嚴格，包括要求提供身份資料、會員推薦、試用期、俱樂部委員會審核通過，以及（或是）犯罪前科記錄調查。目前英國的俱樂部要求執行兒童保護政策，並指派兒童保護人員。有許多俱樂部提倡經常舉辦社交活動。
國際天然主義組織以往主要由自有土地俱樂部的代表所組成。「裸體主義者殖民地」（nudist colony）已不再是一個受到人們喜愛的辭彙，但這個詞彙被天然主義者用來揶揄那些入會標準嚴苛的自有土地俱樂部，並用在討論天然主義者網站的後資料研究之中。
度假中心（holiday centers）係指一處設施，專門提供公寓、農舍與露營營地給來訪的度假遊客。該中心以商業型態運作，遊客不是會員，且不參與經營。大多數的渡假中心希望遊客持有國際天然主義聯盟（INF）的會員卡，換言之，屬於自己國家的天然主義組織會員，但有些度假中心已放鬆這項限制，只要持有交易卡（trade card）即可。渡假中心的規模可能相當小，只有幾英畝，最大的可能佔地三百英畝。 大型度假中心會配備游泳池、運動場、一個娛樂配套行程、孩童俱樂部、餐廳與超級市場。某些度假中心允許常客購買自己的農舍，同一家庭的幾代人都會造訪這裡。
對歐洲人而言，一處天然主義渡假村基本上是一座將天然主義視為常規的都市發展計畫。例子包括法國的Cap d'Agde，加那利群島 Lanzarote的天然主義渡假村Charco del Palo、 以及西班牙維拉（Vera）。 在那裡有公寓式樓房，其中有一些是私有的與長期租用的房間。某些住客一年到頭把這裡當成自己的家。人們可以找到在一處小鎮的所有常見設備。在美國人的用法，天然主義渡假村可能意指假日休閒中心。
Freikörperkultur (FKK)（參閱德文維基條目article in German）字面上翻譯為解放身體文化（free body culture），是德國這種普遍運動的名稱。這個縮寫 FKK 廣為歐洲人所認識，並且經常出現於非正式的路標上，指向一處偏僻的天然主義者海灘。

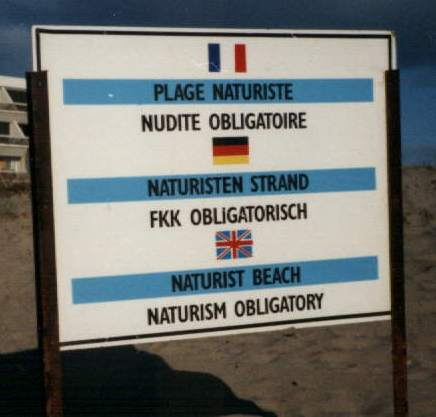
在法國Cap d'Agde海灘上的指標

### 裸體海灘
在裸體海灘（或自由海灘）是可穿可不穿的。某些海灘在人們記憶所及，一直是無衣自在的地方，而且它們已成為政府所核可的裸體海灘；然而其他海灘，就算是沒有政府核可，也在地方當局的默許下，成為非正式的裸體海灘。 在某些歐洲國家，例如丹麥與挪威，所有的海灘都是可穿可不穿的，德國則在公園內設有天然主義日光浴專區，例如慕尼黑的Englischer Garten#Schönfeldwiese。  以及柏林。
在一處裸體海灘進行日光浴，其特色就是匿名性，不需要經過詳盡申請過程的俱樂部成員身分，也不需要預先登記。

雖然自由海灘是獨立於各國的自然主義者組織而發展出來，但是這些組織也受惠於這些海灘，並協助這些海灘成為合法，而且透過出版來提供關於可接受的天然主義行為指南。在北美地區，「自由海灘運動」（Free Beach Movement）就是一個群體的稱號，它反對正式的裸體主義者組織「美國裸體休閒協會」（American Association for Nude Recreation）的領導，並成立敵對的群體「天然主義協會」（The Naturist Society）。

### 其他的裸體活動

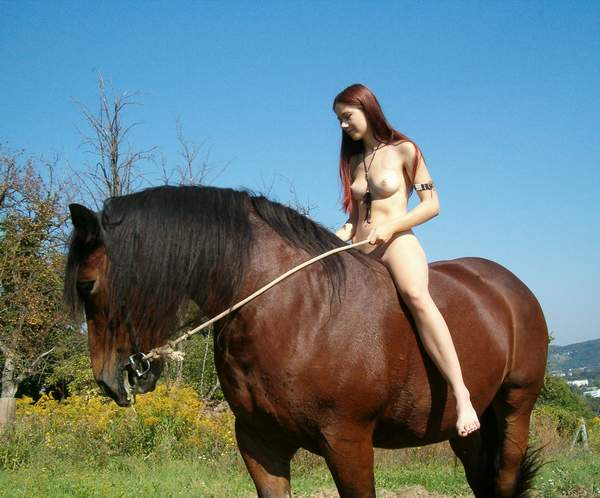
裸體騎馬

人們以裸體方式從事許多活動，有的以個人，有的以群體。這些活動包括裸泳（nude swimming，有時稱為skinny dipping） ，可在河流、湖泊、水坑或其他水體中；裸體呼吸管潛泳以及裸體跳水；裸體獨木舟或裸體皮艇；在偏僻鄉間的裸體健行； 裸體騎馬或自行車；以及其他傳統的裸體運動活動。

### 抗爭型的天然主義
- Vincent Bethell推行「自由做你自己」運動（爭取公開裸體的權利）。
- 裸體自行車遊行組織，集體的可穿（衣）可不穿（cloth-optional）的自行車組織，但大部分是天然主義者，抗議對石油的依賴以及騎自行車者的易受傷害。
- 無泳衣日（Day Without Bathing Suits），2007年始於西班牙，2009年起擴展到全世界。[33]
- 史帝夫·高（Steve Gough），英國人，2003年裸體從英國最北端走到最南端（Lands End to John O'Groats, 874 英哩[1,407公里]） 。[34]
- 斯潘塞·圖尼克（Spencer Tunick），在世界各地招募志願者，從事大規模裸體攝影。
- 馬克史托瑞（Mark Storey）是美國天然主義常務委員會（Naturist Action Committee）的成員，這個委員會由鮑勃莫頓（ob Morton）所領導，是「天然主義協會」的一個姐妹機構。他在美國華盛頓州西雅圖和丹尼爾強森（Daniel Johnson）共同創立了「身體自由協進會」（Body Freedom Collaborative），其目標是透過「游擊隊式的惡作劇」，吸引人們注意需要合法的可穿可不穿海灘。[35]

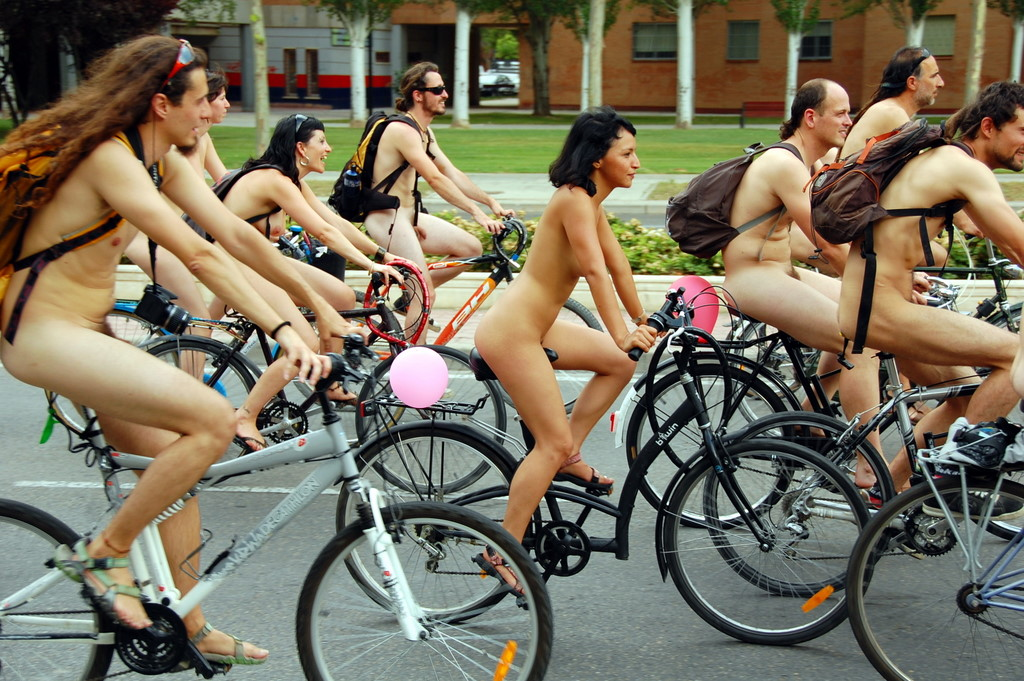
2009年西班牙薩拉戈薩世界裸體騎行

- 埃米爾 • 阿爾芒（Émile Armand）：法國無政府主義者？
- 在加拿大卑詩省的性黨（Sex Party），提倡正常化看待人體的所有部位，並且為性器官去污名化。它將會提出法案，規定所有面積大於一公頃的公園、海灘都必須指定某些區域，保留給裸體主義者。
- 荷蘭政黨「和睦愛情、自由與多樣性黨」（Naastenliefde, Vrijheid en Diversiteit）提案立法，使得在每個地方公開裸體成為合法，只要求人們準備一條毛巾，當他們打算坐在公眾使用的座椅時，先舖在上面。
- 「一絲不掛！」（Starkers!），在倫敦興起的酒吧文化與天然主義。
- 在澳洲新南威爾士成立不久旋告解散的「天然主義生活型態黨」（Naturist Lifestyle Party），旨在「使天然主義充分進入公眾眼中，為天然主義者和生活方式，爭取公共資源的公平分配」。[36]

## 哲學

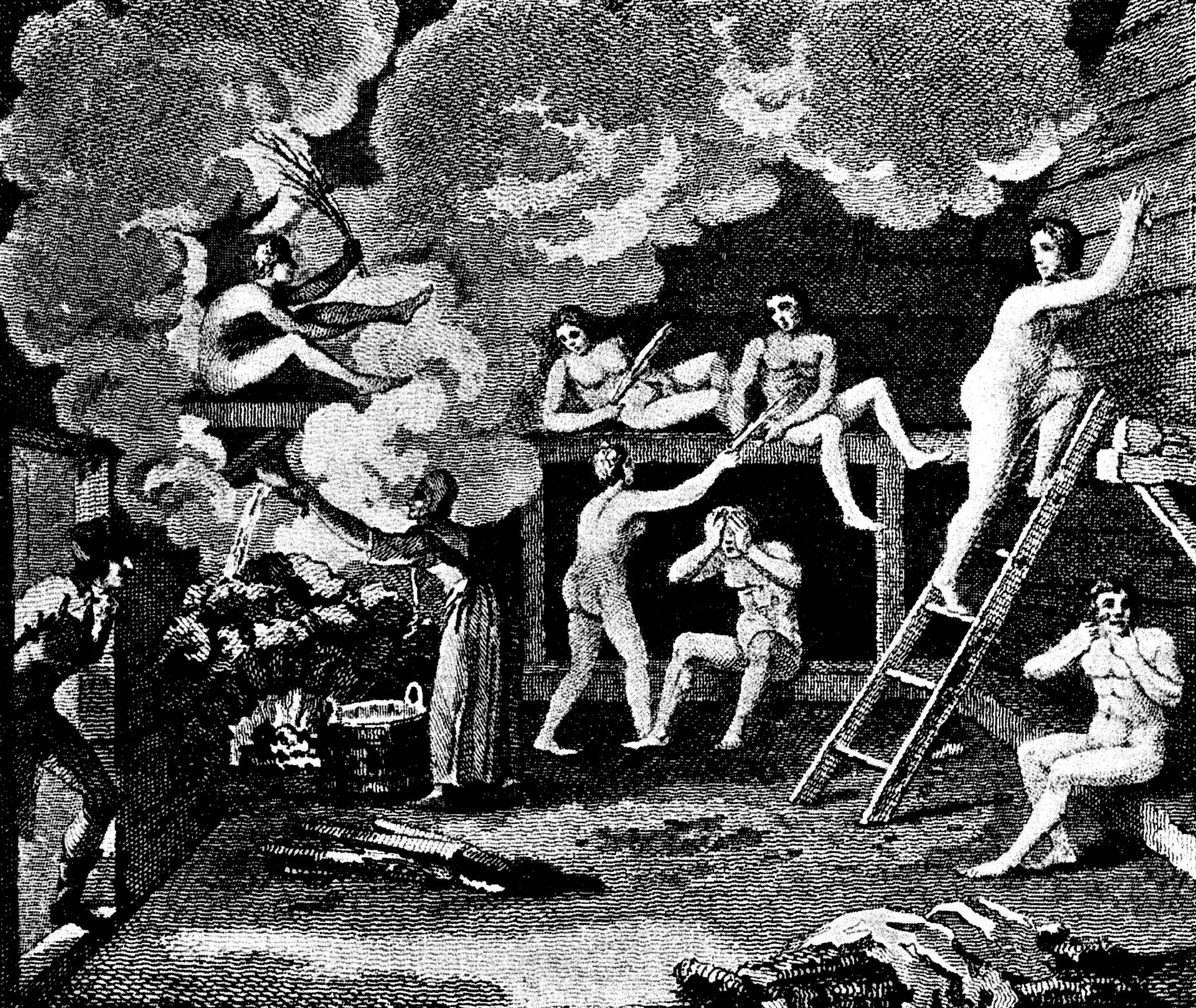
桑拿 (1802)

「天然主義」有許多不同的哲學源頭，而且對於不同的人們而言，意味著許多事情。並不存在著一個統一的定義。INF提出下列定義：「天然主義是一種與自然相和諧的生活方式，透過社交裸體來表現，而且其特徵在於不同意見的人們的自我尊重，以及對於環境的自我尊重」。
在光譜的一端是裸體主義者，他們只是享受一種裸體生活方式，在另一端則是天然主義者，他們深深抱持著信念，並且將共同裸體僅僅看作許多重要原則之一。 INF的定義是一個折衷方案，自一九七四年以來就已保持至今。在這個定義之中，你可以看到這些元素：「生活方式、與自然相和諧、社交裸體、自我尊重、不同意見與尊重環境」。

### 裸體哲學與宗教裸體
在西元前第四世紀，亞歷山大大帝在印度遇到成群的流浪裸體神聖男子，他稱之為「裸體哲學家」。（希臘文：gymnos意指裸體；sophist意指知識）。哲學家Onesicritus研究他們的信仰和生活方式。懷疑論者皮浪受到影響，而將裸體融入他的哲學。這些裸體哲學家是興都教徒（Hindu），卻是耆那教與阿耆毗訶的僧侶。在宗教中裸體，或是實行裸體做為一個表述，他們已放棄了所有的世俗物品。對希臘人而言，裸體不是一個新概念，正如奧運會（創立於西元前776年）是完全男性且裸體的活動。英文的體操（gymnastics）和體育館（gymnasium）使用同一個語根（希臘文的'gymnos'）。
最初的英國天然主義者，採用裸體哲學這個名稱，做為稱呼他們的休閒活動的委婉語。英國裸體哲學協會於1922年成立，並在1926年變成新裸體哲學協會；他們在Bricketts Wood購買土地，成為英國第一個裸體殖民地。第一屆的成員之一是Gerald Gardner，他在1945年在附近成立「五英畝俱樂部」，表面是一個裸體俱樂部，但實際上是威卡教的門面，這是由於直到1951年為止，巫術在英國都是非法的。

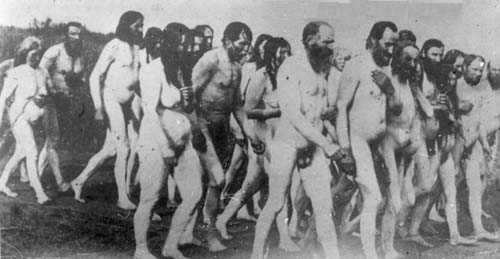
加拿大薩克其萬朗漢（Langham）的Doukhobors教派裸體遊行抗爭，1903年

Digambar是印度耆那教的兩個主要分支之一，保持儀式裸體（skyclad）或赤裸，不過它一般都由男性所施行。Digambar意指'以天空為衣'。威卡教已採用這個字眼，並以儀式裸體執行他們的儀式。
在歷史上，諾斯底主義的一個教派Adamites採行宗教裸體。
另一個教派Doukhobors，從俄羅斯遷移到加拿大西部。他們採行或曾經採行偶一為之的裸體，或在農場裡工作時。加拿大Doukhobor有三個支部，其中一個支部的成員，小型的激進「自由之子」（政治團體），從1900年代開始，在集體示威時公開脫去衣服，以抗議政府試圖同化他們的政策。
  
目前，基督教天然主義（Christian naturism），包含許多不同的成員，他們關聯到大多數的基督教派。雖然他們具有各自不同的信念，但有一個共同主題，基督教的許多成分已經曲解關於伊甸園的事件，而且上帝對於亞當和夏娃用無花果樹葉遮蓋身體感到不悅。

### 天然主義者的理想
有許多團體組織起來，以實踐他們的夢想，其後由於一些原則問題而分裂。有許多關於不同群體之間的這些原則差異的例子，往往導致有兩個或更多的國家層次組織。這裡提出從Descamps所擷取的尚不齊備的一張清單，列舉結合了各類型天然主義者的理念，後來也成為他們彼此激烈爭論的焦點。
- 與野生動物和平相處—具有生態意識。
- 與環境和平相處— 成為一名環保運動者。
- 健康—沐浴在陽光、新鮮空氣與潔淨水之中（沐浴療法[balneotherapy]、海水療法[thalassotherapy]、照明療法[heliotherapy]），以及瑜珈、太極拳。
- 健康飲食—減少酒類、肉類、香菸、藥物的攝取。尋找健康食物並採取健康食用方式，以預防肥胖。這可延伸到禁酒（teetotalism）與素食或純素食主義飲食習慣。後兩者也連接到尊重環境。

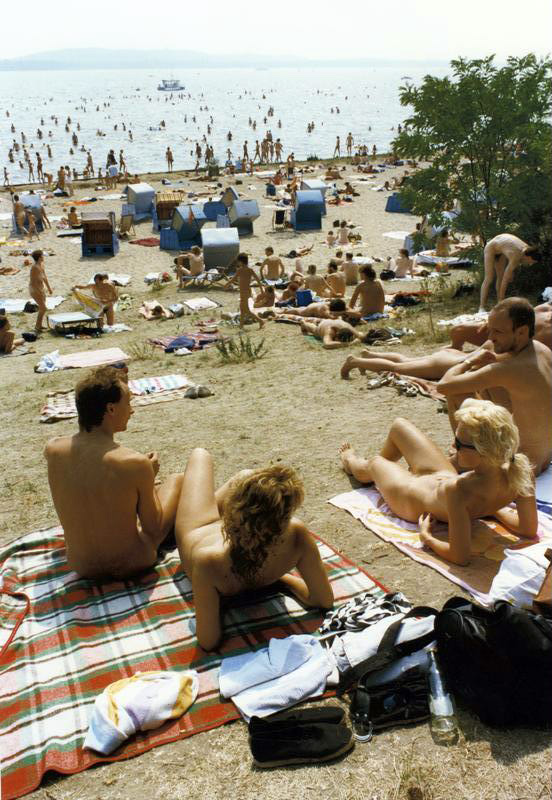
德國柏林米格爾湖畔的日光浴

- 農業----避免不必要的肥料與轉基因生物（基因工程）。反對高密度的集體畜養家畜或家禽（factory farming）。
- 醫療 — 應是自然療法，如果無法做到完全的順勢療法的話。
- 心理治療—做為一種影響個人改變的途徑。
- 和其他人的合諧相處—平等和尊重。一種反戰、支持普世政府的立場。
- 教育學—兒童應當受到平等尊重，而不是被施予恩惠。
- 靈性—人只不過是一種動物，而且在宗教中裸體（裸體在宗教佔有一席之地）。
- 衣著—裸體主義，因為衣服是不必要的、不健康的，並會建立社會障礙。
- 體育—以發展一個健康的身體。
- 藝術—應發揮個人的天份，而不是做為經濟獲利的手段。
- 旅遊—以瞭解其他人群的文化，專心於露營以持續接近土地。
- 自由—沒人有權告訴他人或自己的孩子，他們必須穿衣服。
- 污染—減少衣服穿著，進而生產與維持一些降低碳足跡的方法。

其中一些思想已成為主流。其他已被人們悄悄地忘記。人們通常同意在天然主義者之間，沒有情色與公然性行為的空間，而且事實上，這些行為與天然主義的理想背道而馳。

### 天然主義與浪漫主義者
美國作家華特·惠特曼是一位裸體日光浴者：

我從來沒有這麼靠近自然；她從來沒有這麼靠近我。…自然是赤裸的，我也是。...甜蜜、腦筋清楚，我依然在自然中裸體!----啊，如果在都市中貧窮、生病、淫亂的人們，可能因此而再次認識自然！裸體不是不雅嗎？不，它根本就不是不雅的。你的思想、成熟、恐懼、體面，才是不雅的。心情不好時，我們的衣服不僅令人感到過度厭煩，而不願意穿上它，而且它本身也是不雅的。

亨利·戴維·梭羅的名句「世界存乎野性」(In wildness is the preservation of the world)，出自散步 (梭羅):

我們假使以任何的人類虛偽汙染想法來接近這個自然面向的話，就不能充分理解它。假使我們允許人造物品，像是衣物，來干涉我們與自然之間的接觸，自然將會躲避我們。想要理解自然，我們必須徹底赤裸。

天然主義是1800年代晚期的一個文學運動的一部分（請參閱安德烈·紀德的著作），也特別影響當時的許多藝術運動，特別是亨利·馬蒂斯及其他 野獸派畫家。這個運動依據的概念是法國的「生命樂趣」(joie de vivre)，這個概念是指自由沉迷於物質感官、直接經驗與自發的生命取向。這個運動後來被稱為自然主義。

### 為了健康而實行的天然主義
德國天然主義來自於「生命改革」（Lebensreform）運動。1896年從柏林史第格里茲（Steglitz）興起的「候鳥」（Wandervogel）青年運動，提倡健身與活力的概念，這是由民族主義的思想所激發的，反叛其父母的思想。在此同時，推行自然治療運動的醫生們，使用照明療法，讓病人曝曬在日光下，來治療肺結核、風濕病與淋巴結結核。（已經證實的是，陽光曝曬有利於一些皮膚狀況，並使身體得以產生維生素D）。
- 阿諾德·李克里（Arnold Rickli），一位瑞士籍醫生，在1853年，於斯洛維尼亞的布立德（Bled）小鎮開設日光浴診所。[44]
- 德國人海因里希·普道瓦（Heinrich Pudor）在他的書《裸人和人類的未來》（Nackende Menchen und Jauchzen），討論關於改善社會衛生的方法，然後論及「裸體門派」（Nacktkultur）。它規定了一套嚴謹的生活方式與裸體。[42]
- 德國人保羅·齊默爾曼（Paul Zimmermann），在盧貝克開設「露天」（Freilicht）園區，開放給那些信服於裸體門派的人們[42]。
- 德國人李察·溫格維特（Richard Ungewitter）撰寫的《裸體》（Die Nacktheit）一書，賣出9萬本，明定一個類似的烏托邦生活型態，在那裡每個人都會是裸體的，僅僅吃蔬菜，禁絕飲酒與吸煙。在他的烏托邦，每個人都是藍眼金髮的日耳曼人。[42]
- 德國人阿道夫·科赫（Adolf Koch），一位左翼的小學老師，試圖使用社交裸體將人們從耽溺於制約的權威解放出來，這種權威將普羅大眾掌握在對其主人的順從之中：家長權威、教會的溫和專制主義、傳播媒體及維持法律和秩序的機構。 他在1920年代於柏林的學校採行有機韻律運動。在1932年，有大約十萬德國人參與天然主義，其中有七萬人在科赫的「身體學生群」（Körperschülen）學校。[42]
- 瑞士人沃納·齊默爾曼（Werner Zimmermann），鼓吹反對身體的罪惡感，並鼓勵裸體教育。他力求消除身體的罪惡感，並鼓勵開放與終結對人類精神的壓抑，他認為這種壓抑是性偏差的導因。[42]
- 德國人漢斯·蘇倫（Hans Surén）在陸軍教授裸體健身操五年，其後被迫離開，他於1924年寫過《男人與太陽》（Mensch und die Sonne）一書，一共再版61次[42]。其後，在1936年，蘇倫提倡體育運動與天然主義做為創造純種德國人的方法。[45] 在1940年代早期，他不受到歡迎並且被逮捕。到了1945年，他變了樣子，而且撰寫宗教文本。雖然他從未成為任何FKK俱樂部的會員，他在1952年，被授予德國「自由身體文化協會」（Verband für Freikörperkultur，DFK）的榮譽會員。
- 裸體主義者成為德國左翼政治中的一大部分。勞工運動組織的「無產階級的裸體運動」（Proletarische Freikörperkulturbewegung）分部有六萬名會員。[42]

隨著人們逐漸關注皮膚癌的問題，塗防曬是現在天然主義文化的一部分。

### 天然主義與平等
很多人說，在群體中裸體使他們感到自己的整體更被接受；包括身體、知識與情緒。他們說，他們往往更能被他人所接受，儘管彼此有著年齡、體形、體質和健康上的差異。沒有了衣服，一個人的社會階級通常被遮掩了。他們感覺與人們更團結，較少考慮到個人的財富、地位、國籍、種族和性別。

## 社交裸體的歷史

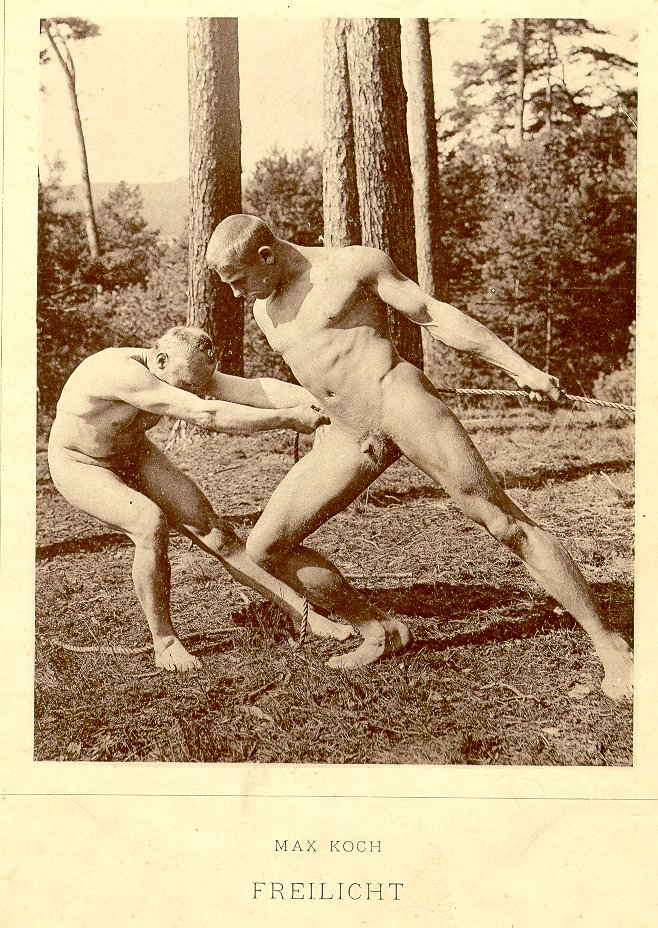
Max Koch, Freilicht, 1897年

在社會情境中的裸體，已由許多個文化在所有的時代中以不同形式實行。最常遇到社交裸體的情境是沐浴、游泳、桑拿，無論在單一性別的群體，在家庭中，或混合不同性別的朋友。
很難確實指出天然主義開始成為一個運動的時間。1903年保羅•齊默爾曼（Paul Zimmermann）在德國漢堡附近開設了第一家天然主義俱樂部，名為”Freilichtpark”。到了1951年，各國的聯盟結合起來，成立 國際天然主義聯盟。某些天然主義者傾向於不加入俱樂部，而且在1945年之後，出現了一些壓力，指定某些海灘供天然主義者使用。直到2000年為止，這兩個群體並未合作。
在二十一世紀，隨著不斷改變的休閒模式，商業機構開始設立度假村，吸引一些預期一定標準的天然主義者，必須相等或超過穿紡織品者渡假村的舒適和美觀程度。

### 天然主義哲學的傳播與正式社群的興起
目前已知最早的，以「西方」定義的天然主義俱樂部，是於1891年於英屬印度成立。這是由查理斯•愛德華•戈登•克勞福德（Charles Edward Gordon Crawford）所創辦，他是一位鰥夫，曾任一位區長並兼任位於塔納(Thana)的孟買公務員服務中心法官。這個俱樂部存在的證據，只存在於他寄給朋友的幾封信，這個俱樂部有三位會員，據報於1892年關閉。
在二十世紀初期，有一系列的哲學論文在德國發表。Heinrich Pudor博士，以Heinrich Scham的假名，撰寫了一本名為《裸體文化》(Nacktkultur)的書籍，討論在兩性教育中裸體的益處，並鼓勵在脫離衣物束縛之下，參與運動。 Richard Ungewitter  提倡結合體適能、日光浴、呼吸新鮮空氣，然後加上裸體主義哲學，有助於增進心智與心理的適應、良好健康，以及一套經過改進的道德生活觀。
這些報告及其他的廣泛出版，導致一場在世界各地裸體主義的爆炸性成長，其中裸體主義者參與各項社會、休閒與健身活動。第一個已知有組織的裸體主義者俱樂部 'Freilichtpark' (自由光公園)，於1903年，由Paul Zimmerman於德國漢堡附近開設。

#### 德國

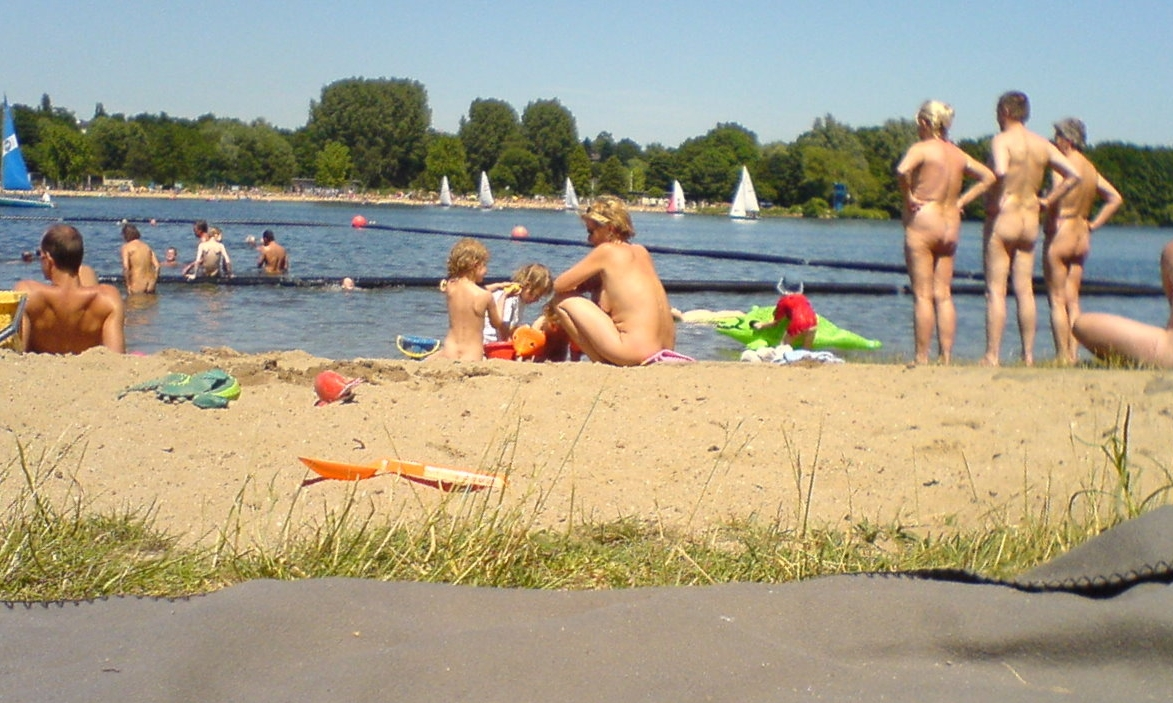
在接近德國杜塞道夫的Unterbacher See的一處天然主義海灘

裸體主義運動在1920年代的德國顯著發展，但後來在希特勒掌權後，納粹的「統整」過程中受到壓抑。由國家所控制的納粹休閒組織力量来自欢乐拒絕承認它。但是，後來發現空軍頭子赫爾曼·戈林一手將自己嚴格的反裸體觀點寫進“統整”（他是其主要作者之一），從而將他的觀點強加於每個人身上。許多納粹黨人認為他做得太過分，因此在將近十年後，這套規則終於在1942年7月軟化下來。 然而，所有的天然主義俱樂部必須向力量来自欢乐註冊，這意味著排除了猶太人與共產黨。他們也必須在鄉野舉辦所有的活動，因此根本就不會有機會被別人看見。

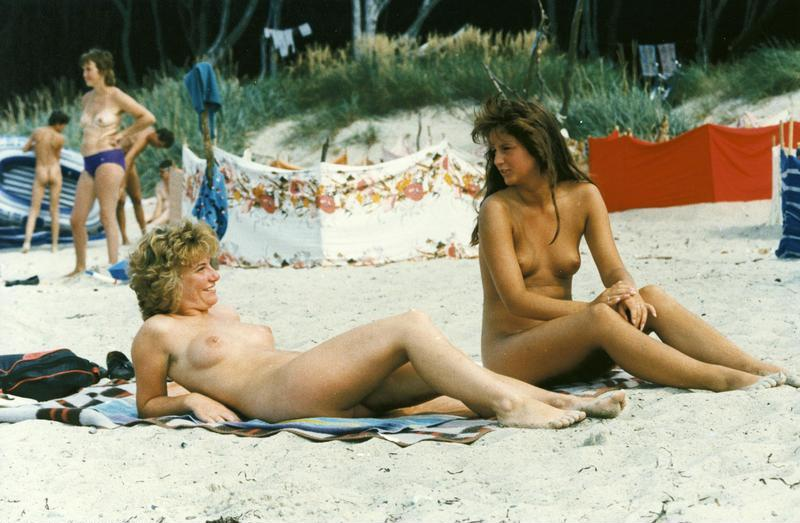
1988年，東德一處天然主義海灘的年輕女子

戰後，東德人享受裸體主義，主要是在海灘，而不是俱樂部（私人組織可能會被政權認為具有破壞性）。裸體主義也迅速在西德复兴。今天，統一的德國擁有許多俱樂部、園區與海灘。然而，自從德國統一以來，在德東地區的某些地點，據說裸體已變得少見。自從法國地中海 Cap d'Agde大型渡假村於1960年代晚期開幕以來，已受到德國人歡迎，而且德國人往往是歐洲各地的裸體海灘中，最常被見到的外國人。

#### 法國
1857年，Duhamel博士提出日照療法(heliotherapy)的重要性，並且在貝爾(Berck)沙灘上，治療罹患結核病的兒童。在1903年，S. Gay在Bois-Fourgon創建一個天然主義社區。1907年，Abbé Legrée在上司的支持下，在他的天主教學院鼓勵學生到馬賽近郊海灘的岩岸裸泳。《兩個世界評論》(Revue des deux mondes)雜誌發表了對於德國天然主義的報告。
Marcel Kienné de Mongeot來自一個貴族家庭，並且是一位第一次世界大戰飛行員。他於1920年在法國開啟了天然主義。當時他是一名記者，在Vouloir雜誌上撰文為舞者Malkowski辯護。他的家人曾患有結核病，而且他見證到天然主義是一種療方，且是古希臘人傳統的延續。1926 年，他創辦Vivre intégralement （後來稱為'Vivre ')雜誌，以及法國第一家天然主義俱樂部：斯巴達俱樂部，位於靠近埃夫勒的Garambouville。在地方上有反對意見的情況下，其他俱樂部快速跟進。他在法庭的勝訴，立下了在私人產業上裸體是合法的判例，只要有籬笆圍起遮掩。
André 與Gaston Durville博士開設一座天然主義健康中心，編輯《生活聖人》(La vie sage)(1924)雜誌，並在Île du Levant買下70公頃土地，在其上建立Héliopolis渡假村。這個渡假村對大眾開放。François Fougerat de David de Lastours 博士在第一次世界大戰遭到毒氣攻擊，而且由於曝曬陽光而得以痊癒，他在1925年撰寫一篇關於日光療法的論文，並於那一年開設俱樂部，名為Club gymnique de France。Jacque de Marquette 撰寫關於天然主義與和素食主義的文章。1936 年，政府部長拉格朗(Léo Lagrange)認可天然主義運動。

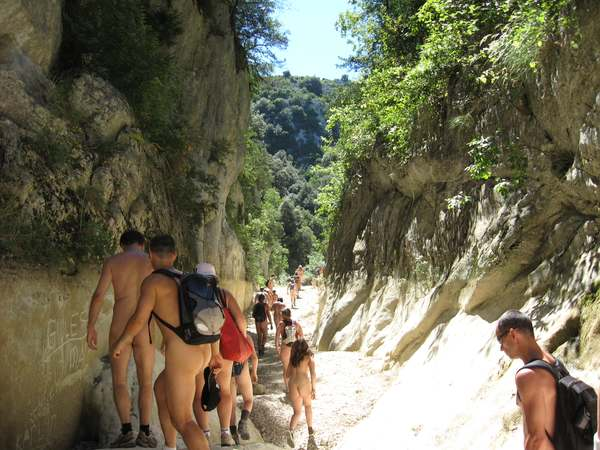
法國加爾省 Les Concluses 的裸體健行(Randonue)

Albert 與 Christine Lecocq 曾是這些俱樂部的活躍會員，但在意見分歧後離開，並於1944年創立自己的旅行俱樂部Club du Soleil。 它很受歡迎，並擁有在84個城市的會員，成為世界上最大的天然主義俱樂部。1948年，他們成立了「法國天然主義聯盟」(Féderation Française de Naturisme)。1949 年，他們創立Vie au Soleil雜誌，而且1950年他們在蒙塔利開設了世界上第一個天然主義度假中心，位於Vendays-Montalivet的CHM-Montalivet。1951年，他們協助促成國際天然主義聯盟。
Cap d'Agde (Quartier Naturiste at Agde)設立後，提供不同形態的社交裸體活動。1975年最大的度假中心Euronat (佔地335公頃)開幕，位於Vendays-Montalivet北方10公里處，一直滿載經營。1983年，法國天然主義聯盟被接受為正式的旅遊與青年運動。SOCNAT為這項運動提供管理與財務穩定，並且在法國有五個中心，在西班牙有一個中心。度假中心開始形成合作行銷，並以五星級地位為其目標。其公開宣傳資料的品質，與穿衣者的度假公司所提供的資料幾乎無從區別。
在這種良好氣氛下，裸體健行(Naked hiking, Randonue)，這種未經核准的裸體探險形式已受到歡迎，而且傳統上以謹慎日光浴聞名的區域已被天然主義者重新造訪。裸體主義者受到接納，甚至可在許多大眾的穿衣者海灘實行裸體。
在2007年，法國有150座會員俱樂部提供假日住宿、50座度假中心、正式的天然主義海灘、未正式的海灘和許多家庭，天然主義者在其中游泳、日光浴，這是常見的。天然主義組織僱用超過三千名員工，據估計對法國經濟有二億五千萬歐元的價值。

#### 波蘭
第一個有文獻記載的天然主義社團成立於1897年，位於格魯瓊茲。在戰前與戰後，波蘭的天然主義都在封閉與選定的區域進行。有文獻記載的天然主義地點為Zaleszczyki(在今天烏克蘭)與Otwock。在共產主義制度下，波蘭的 天然主義變成非官方，而且大多位於Krynica Morska、Międzyzdroje與Dębki等地的藝術boheme所施行。

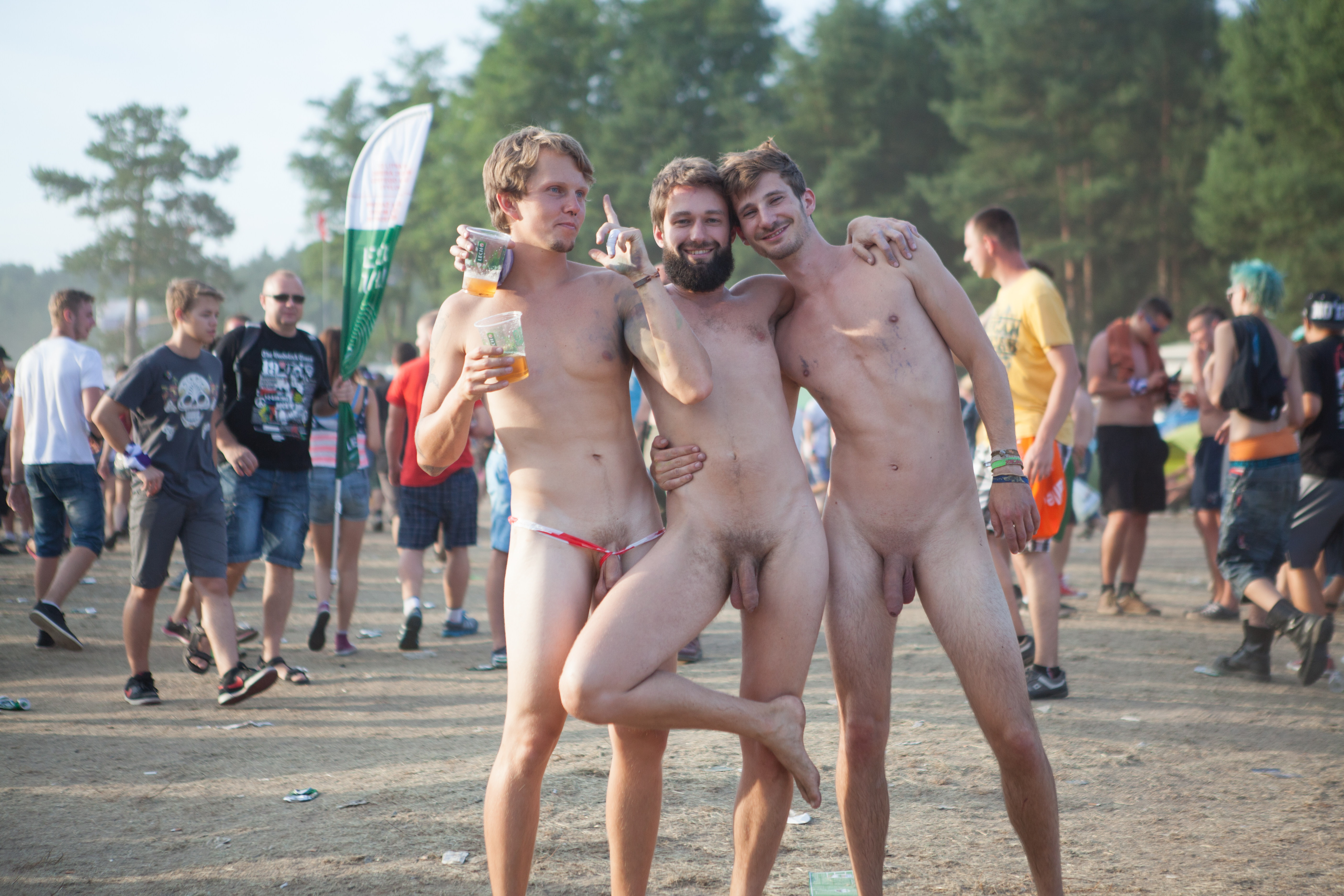
波蘭胡士托音樂藝術節的裸體男子, 2014

在1980年代早期，天然主義流行起來，主要是由於人們增加對新聞媒體的興趣。隨著街頭音樂歌曲"Chałupy Welcome To"(關於在Chałupy的天然主義海灘，影片中的特色是海灘裸體)，成為波蘭1985年的夏季熱門歌曲，像是Chałupy或Rowy等地的裸體海岸地點，成為一般的波蘭日光浴者所熟知。波蘭的天然主義協會成立以及幾宗法律訴訟之後，在某些經過選擇的「非官方」海灘與偏遠地點，人們變得容忍天然主義。
在今天的波蘭，在一些海邊和內陸河灘實行天然主義。大多數的波蘭泳灘實際上是可穿可不穿，而不是天然主義。其中最受歡迎的地點是 Międzyzdroje、Grzybowo、Rowy、Pomeranian Voivodeship、Dębki、Gdańsk與Piaski。最受歡迎的內陸地點包括華沙 (Wał Miedzeszyński)、Kazimierz Dolny與克拉科夫附近的Kryspinów。在冬季，天然主義由在華沙及波蘭三聯市的有組織團體所施行。大眾的天然主義者活動，每兩個月在波茲南和羅茲的水上遊樂園舉行一次。

#### 英國

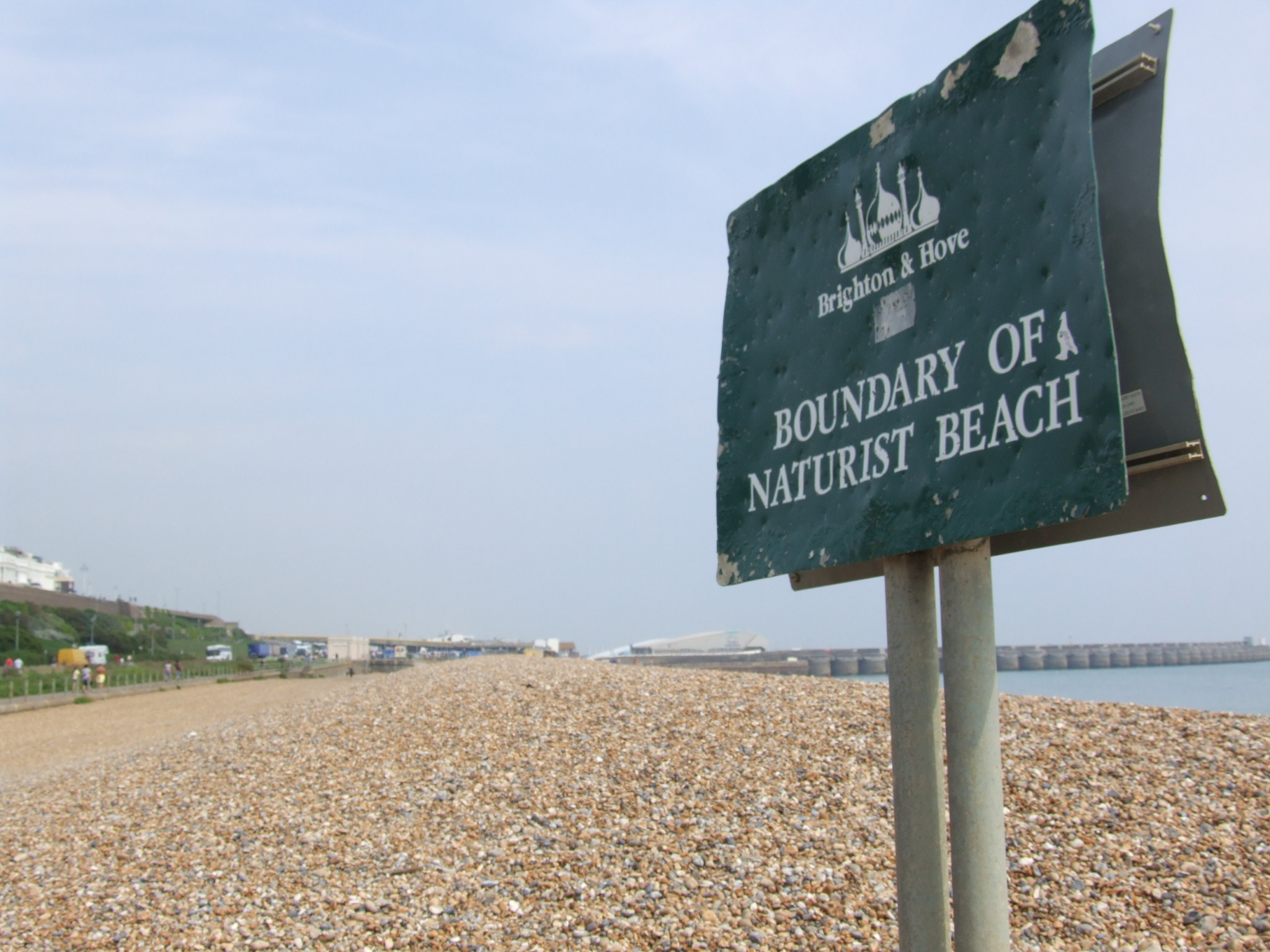
英國布萊頓，迪克斯丘(Dukes Mound), 瑪德拉大道(Madeira Drive)。這處海灘的天然主義區段，由一處人造的鵝卵石堤防所保護

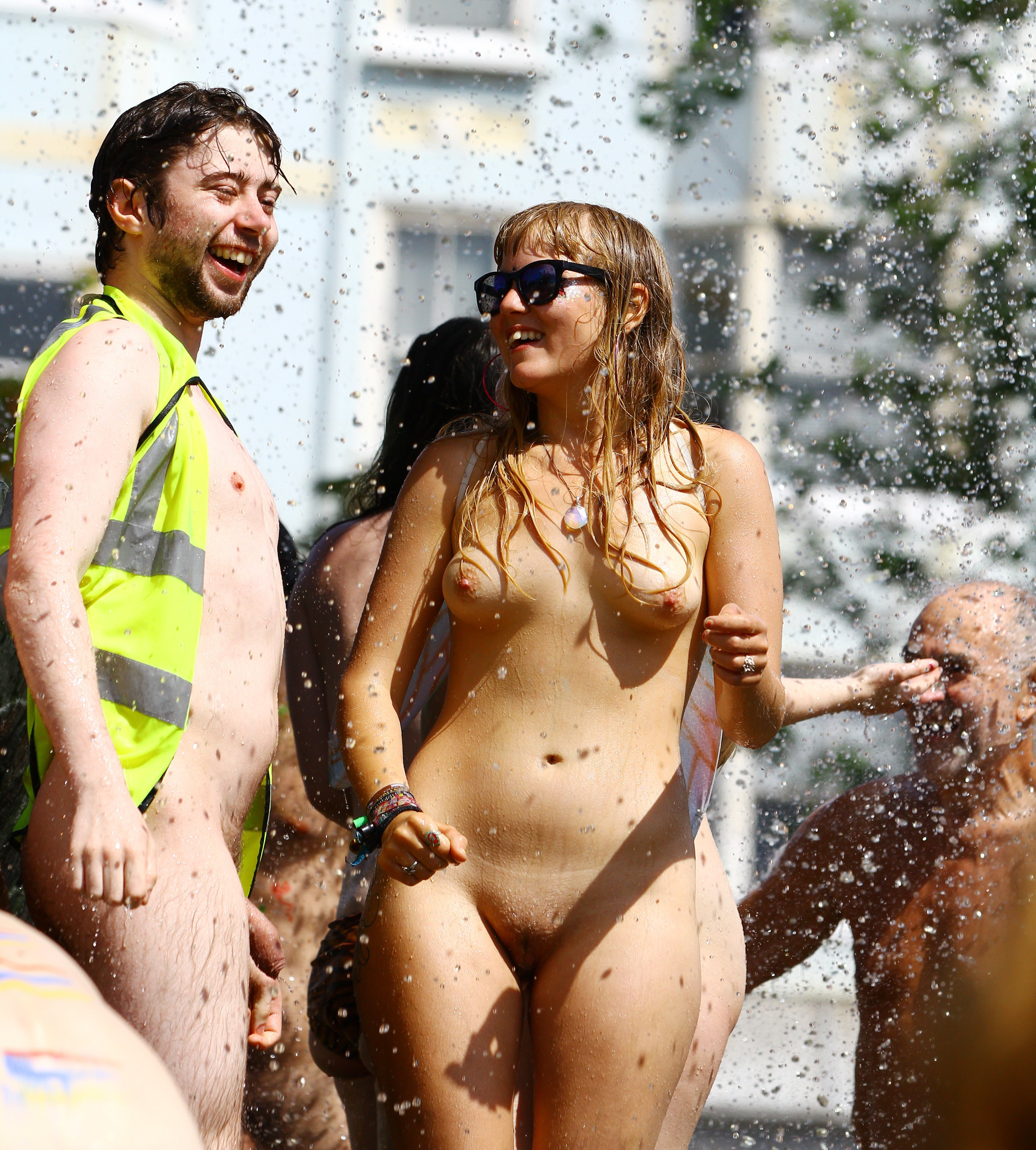
2014年在布萊頓舉行的世界裸體自行車遊行

在英國，第一個裸體俱樂部於1924年，成立於艾塞克斯的Wickford。根據Michael Farrar，為英國天然主義撰文的作者表示，這個俱樂部所採用的名稱「蒙內拉社群」(Moonella Group)，源自土地所有者的名字Moonella，並且稱這個地點為「營地」(The Camp)。蒙內拉本人在1965年時依然在世，但其身分仍有待發掘，他在1923年繼承這幢房屋連同土地，並提供給「新裸體健身協會」(New Gymnosophy Society)的某些會員使用。這個協會在先前幾年，由H.C. Booth, M.H. Sorensen與Rex Wellbye 等人成立，以「英國裸體健身協會」(English Gymnosophical Society)的名義進行活動。這個協會在倫敦High Holborn的「米訥瓦咖啡」(Minerva Cafe)集會討論，這裡是「婦女自由聯盟」(Women's Freedom League)的總部。獲准加入蒙內拉社群的人們都是經過仔細挑選，而且這個俱樂部是由創會會員之一的一位「貴族」所經營，所有的成員都有一個「俱樂部名字」以保持其匿名性。由於相鄰土地建立起建築物，這個俱樂部於1926年關閉。

到1943年，有一個群所謂的“陽光俱樂部”，他們共同組織英國日光浴協會(British Sunbathers Association)或BSBA。1954年，一群不滿BSBA運作方式的俱樂部離開，並組織英國太陽俱樂部聯合會(Federation of British Sun Clubs )或FBSC。這兩個組織彼此敵對了一陣子，最終再次於1964年整合為英國天然主義中央委員會(Central Council for British Naturism)或CCBN。該組織一直保持大致不變，但現在更普遍簡稱為英國天然主義(British Naturism)或BN。
1961年，BSBA年會一致認為，裸體主義者(nudist)這個字是不恰當的，應該加以拋棄，轉而使用天然主義者(naturist)這個字。
第一個正式的天然主義者海灘，在1978年於黑斯廷斯附近的Covehurst灣的費爾萊特格倫(Fairlight Glen)開幕，接下來是在布萊頓和Fraisthorpe的海灘。布賴德丁頓(Bridlington)於1980年4月啟用。

#### 美國

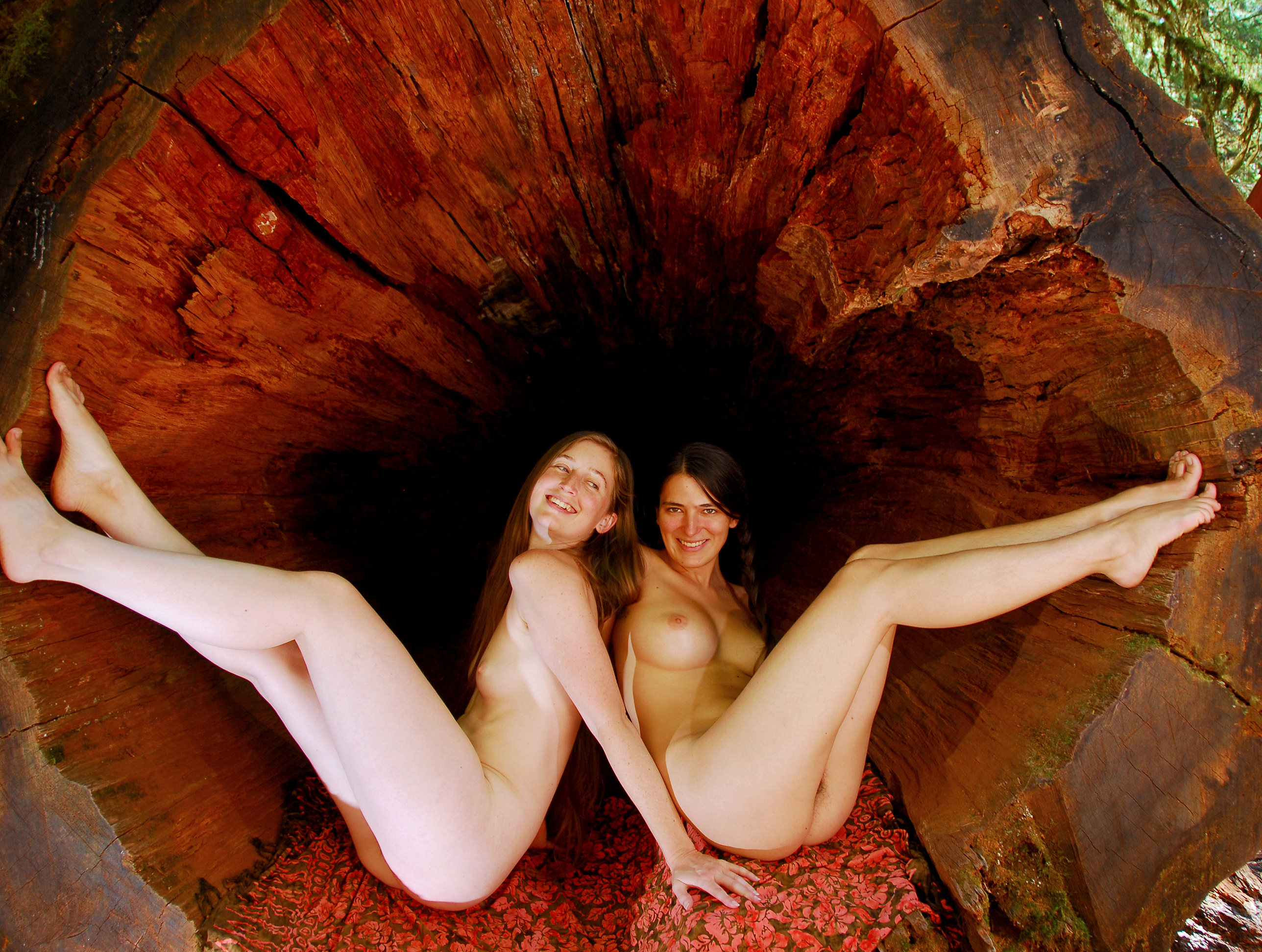
美國的天然主義者

在美國，德國移民庫爾特巴特爾（Kurt Barthel）在1929年首度舉辦裸體主義者活動，就在紐約市郊外的樹林裡，而且他創立了美國身體文化聯盟（American League for Physical Culture,ALPC）。1931年，基督教天然主義（Christian naturism）運動，在紐澤西荷蘭歸正教派（Dutch Reformed）牧師布恩（Ilsley Boone）的領導下，成為美國首例。最初，布恩是美國身體文化聯盟的副主席，但在1931年10月成為主席。布恩在1939年將這個俱樂部改名為美國日光浴協會（American Sunbathing Association, ASA）。天然主義開始拓展到美國各地。為了在裸體主義場所，創造一種家庭氣氛，布恩堅持在所有會員俱樂部禁止飲用酒類。以私人俱樂部和營地型態的社交裸體主義，開始在1930年代出現。
羅克洛奇俱樂部（Rock Lodge Club），距離紐約市約40英里（65公里）的紐澤西州斯德哥爾摩，從1932年開幕，目前仍在運作。在美國其他地方，1935年的一則廣告宣稱在南卡羅來納州的海島保護區，是“最大和最悠久的"度假村，可以整年都裸體。裸體主義約在1939年，首度開始出現在美國西海岸和加拿大。在這一年，加拿大第一個俱樂部，凡談會（Van Tan Club），在卑詩省北溫哥華成立並一直持續到今天。 在美國華盛頓州斯坡坎（Spokane）北方約45英里（70公里）的卡尼克蘇國家森林牧場，在同一年開幕，目前仍在運作。
根據加拿大天然主義者聯合會與盧平天然主義俱樂部(Lupin Naturist Club)的歷史，布恩在1951年被推翻，因為會員不滿意他的獨裁作風。這一點，連同布恩希望在比其他人所期望的更接近紐約市的地方，開設一個新的俱樂部，使他成立全國裸體主義者議會。布恩在1960年代離開後，ASA變得更世俗，就像當時美國社會一般。

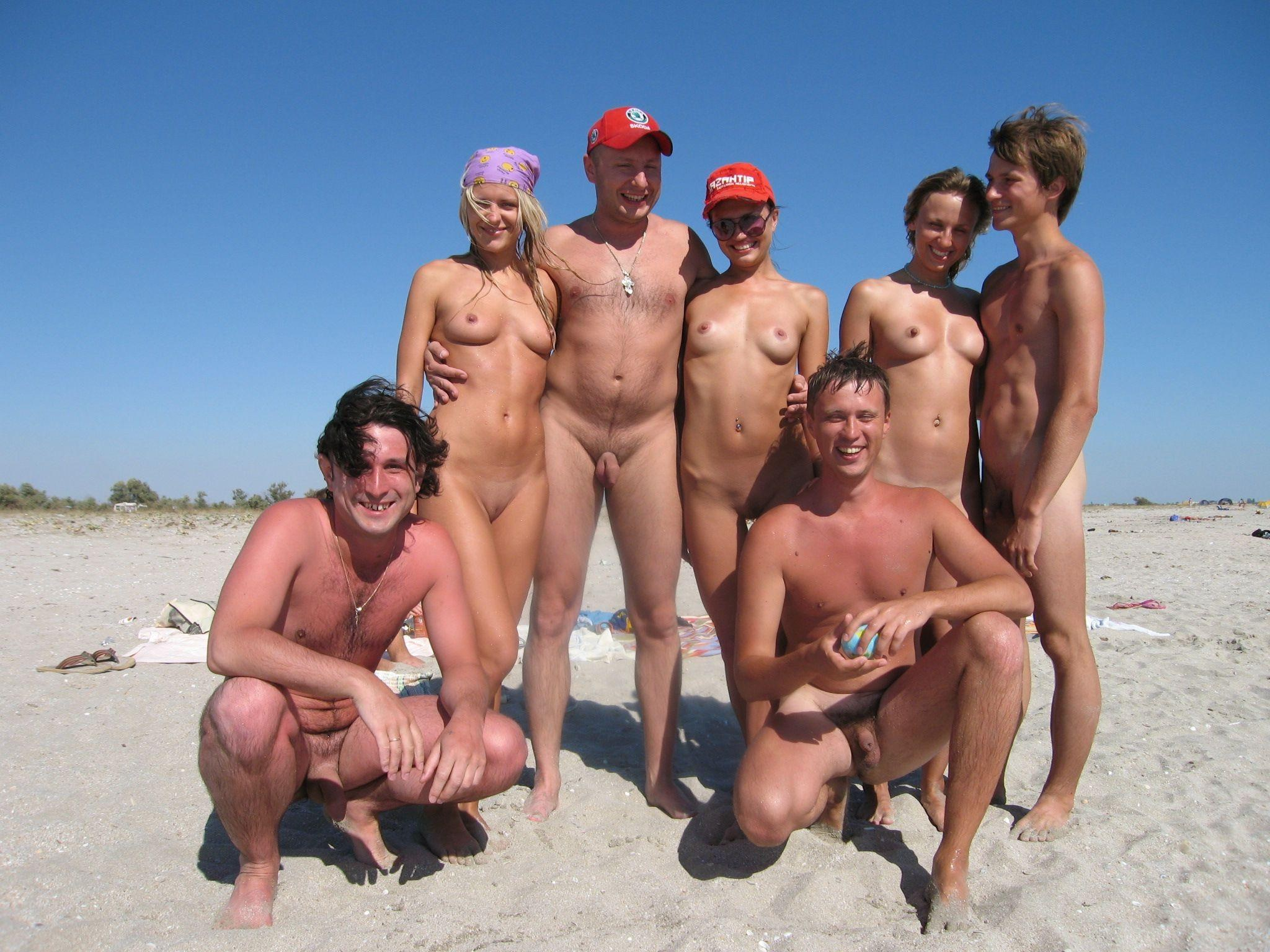
在裸體海灘合影，2008年

1980年創立的天然主義協會（The Naturist Society,TNS）是由李巴克森德爾（Lee Baxandall）擔任裸體海灘運動的繼任者。TNS強調在公共場所的裸體，而不是在私人場所，雖然它也資助幾項在私人度假勝地舉行的年會。
1995年，ASA更名為美國裸體休閒協會（American Association for Nude Recreation,AANR）。AANR代表270多個俱樂部與度假村，是美國在國際天然主義聯盟的代表。AANR的總部位於佛羅里達。
AANR分為七個區域：AANR東區，AANR佛羅里達州，AANR中西部，AANR西北（页面存档备份，存于），AANR西南，AANR西部，與AANR西加拿大。
隨著當代網際網路在1990年代中期開始發展，美國的基督教天然主義變得比以往更有組織。每年一度的基督教裸體主義者會議（页面存档备份，存于），在2000年代早期開始舉行。
2009年7月11日，ANNR所主辦的一項推廣裸體主義的活動，在美國幾處俱樂部和海灘，創下了同時裸泳人數最多的紀錄。一些州和地區報導了首度舉辦的這類主流裸體活動；馬里蘭州的巴爾的摩，直到最近依然是沒有AANR裸體俱樂部的最大型城市之一，看到如此大規模裸體主義者的努力，成功地組織了馬里蘭地區天然主義協會（Maryland Area Naturist Association, "MARNA"）。
目前，在美國只有兩種裸體主義或天然主義的雜誌繼續發行：N雜誌由天然主義協會發行，Naturally雜誌由Internaturally發行。兩本雜誌都是季刊，支持裸體生活方式與娛樂。N雜誌具有更積極的倡導者導向，而Naturally重點放在旅遊機會和個人的裸體主義經驗。

#### 加拿大
在加拿大，全國各地的個人在二十世紀早期，對裸體主義、裸泳與身體文化產生興趣。1940年以後，他們出版屬於加拿大的雜誌，<日光浴與健康>Sunbathing & Health，偶爾報導地方新聞。在1930年代和1940年代，加拿大人在幾座城市裡有分散的幾個團體，其中一些團體吸引到足夠的有興趣者，組織了在私人土地上的俱樂部。最重要的俱樂部是凡談會，以及在安大略省的陽光空氣俱樂部(Sun Air Club)。

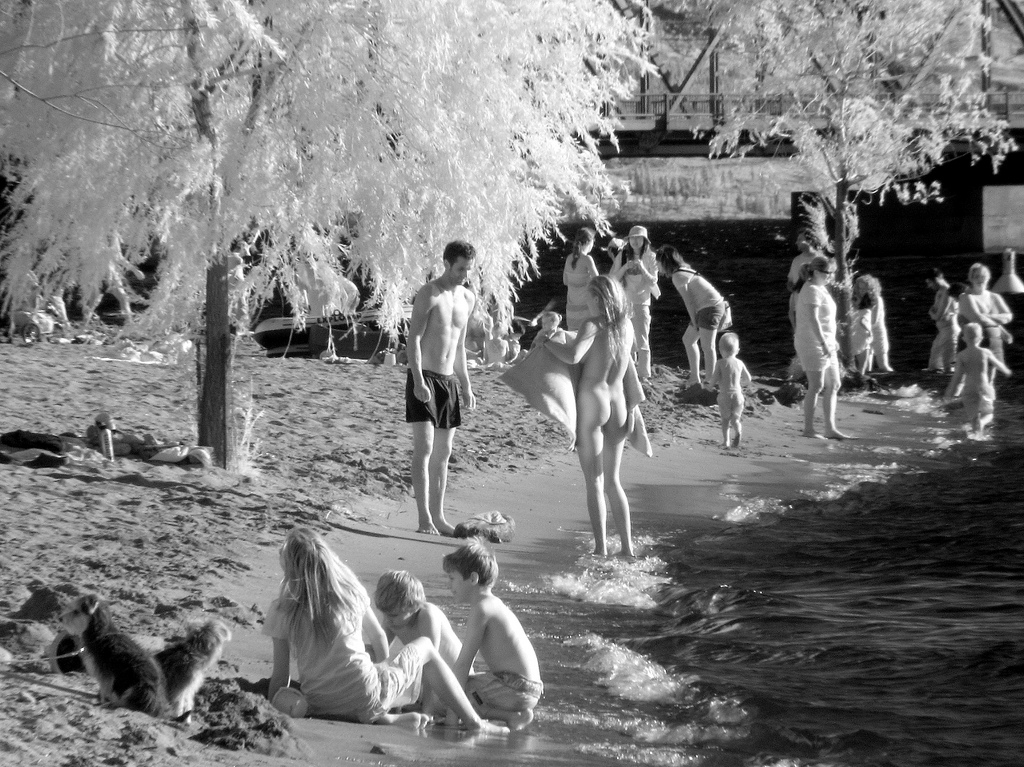
加拿大卑詩省基隆拿，女子準備裸泳，2007年

在第二次世界大戰期間，於加拿大軍隊服役的人，遇見了來自全國各地志同道合的人，並且在他們停留歐洲期間，經常前往俱樂部。對於戰後的俱樂部組織者而言，這些人就是已經準備好的新會員來源。幾年後，戰後移民帶來了許多歐洲人，他們具有豐富的天然主義經驗，他們不僅快速增長了會員規模，也組織了自己的俱樂部，幫助加拿大從東海岸到西海岸，擴大裸體主義的規模。
大多數的俱樂部團結在加拿大日光浴協會(Canadian Sunbathing Association)，該協會於1954年加入美洲日光浴協會(American Sunbathing Association )。加拿大日光浴協會的東部和西部會員之間的分歧，導致它於1960年分家，分別成立西加拿大日光浴協會（Western Canadian Sunbathing Association, WCSA）和東加拿大日光浴協會（Eastern Canadian Sunbathing Association, ECSA）。東加拿大日光浴協會在接下來的十五年，經歷了很多內部鬥爭，導致其在1978年正式解散。西加拿大日光浴協會延續至今，現在的名稱是西加拿大裸體休閒協會（Western Canadian Association for Nude Recreation, WCANR），是美國裸體休閒協會的一個區會。
1977年，魁北克天然主義聯合會（La Fédération Québécoise de Naturisme, FQN）成立於魁北克省，由Michel Vaïs發起，他在法國西南部的旺代蒙塔利韋(Vendays-Montalivet)體驗了歐洲天然主義。1985年，加拿大天然主義聯合會（Federation of Canadian Naturists,FCN）在FQN支持下成立。1988年，FQN和FCN組成了FCN-FQN聯盟，成為國際天然主義聯盟的加拿大代表。

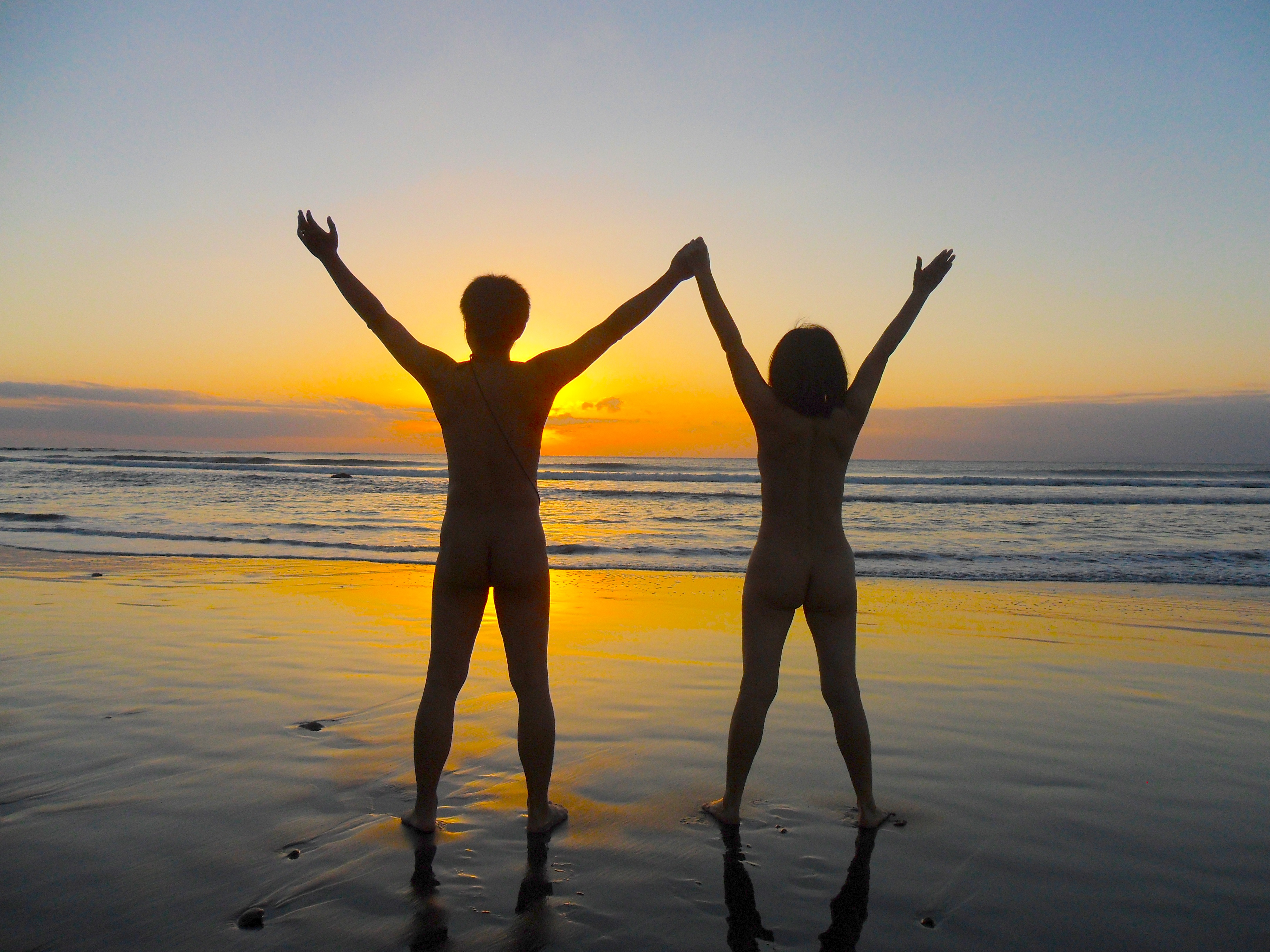
海灘上的日出，台東縣，台灣

#### 香港
在香港，澳洲生長移居香港的德國人連伯氏，是第一個在香港推動天體活動的洋人，1932年成立首個天體會，會址設於佐敦道，連他的女朋友在內約有二十餘人響應，天體場地選擇了沙田香粉寮。1981年由人體藝術協會會長Simon，該會主力在裸體藝術方面發展，也經常在公開節目中表達對天然主義的推廣，會址在港島北角。2017年則由 Free Cool Nude Club (FCNC)由會長Eric，主要推行各類香港天體活動為主，繼續推動國際間的天體主義發展。

### 印度尼西亞
在 1970 年代，在峇厘岛偏遠海灘上裸體稀鬆平常，但隨著旅遊業的大規模增長，這種做法已消失。2002 年，政府宣布在Petitenget 海灘裸體違法，這是水明漾Seminyak最後一個允許裸體的海灘。個人開始在私人別墅和度假村裸體。Laki Uma Villa 是第一個開放的天然主義者設施，僅適用於男同性戀者。Bali au Naturel 是第一家男女皆宜的成人裸體度假村，於 2004 年開業。隨後它從 3 間客房擴大到 15 間，並增加了兩個游泳池。
印度尼西亞有一個地下裸體主義者社區，他們無視禁止公共裸體的法律。

### 泰國
裸體主義於 2012 年由泰國裸體主義者協會在芭達雅（大象度假村）成功引入，並且在 泰國 建立了另外五個裸體主義度假村：曼谷 的赤腳度假村，普吉市的檸檬樹度假村、清邁的東方村、Huay Yai 的 Puan Naturist Village 和普吉島的 Peace Blue Naturist 度假村。
自 2020 年以來，普吉島的檸檬樹、清邁的東方村和會艾的 Puan Naturist 村已關閉。

### 免費海灘
許多人以非正式管道，第一次接觸到無衣自在的活動（例如裸體海灘、可穿可不穿海灘、在樹林裡的朋友住處，在岸邊的一場派對或裸泳）。

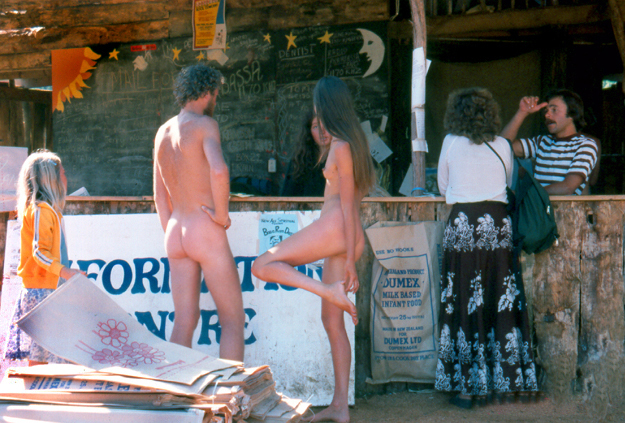
紐西蘭的Nambassa節，1981年

### 天然主義和體育
天然主義，一直與健康生活方式和運動攜手並進。雖然奧運不再如同在古希臘時代一樣'裸體'，但有一些地方層次及國際體育比賽是裸體舉行。例如，在西班牙北部的Sopelana鎮的一處半天然主義海灘，每年都會舉辦一場天然主義者體育賽事。

### 世界天然主義日
國際天然主義聯盟決定六月的第一個星期日為世界天然主義日(World Day of Naturism)。在這一天，各地的天然主義者協會舉辦一些活動，以宣傳天然主義者的哲學。

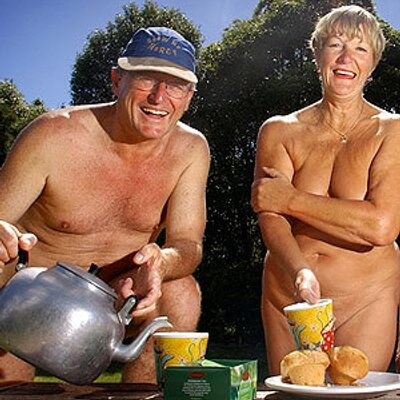
北美的高齡天然主義者夫婦泡茶

## 人口統計
- 1999年，加拿大天然主義聯盟委託一家全國性的民意調查機構，調查加拿大人對於裸體的態度， [18] 其中發現，8.9% 的加拿大人曾經或者會造訪天然主義設施。有11.6% 曾經或者會與一群人一起裸泳；39% 的人在家中裸體；天然主義者的所得高於國民平均所得；都市居民比鄉村居民更可能成為天然主義者。

- 1983年，美國天然主義協會資助一次蓋洛普民意調查，並在2000年重覆做一次，[62]發現了以下事實：

| 年 | 1983 | 1983 | 2000 | 2000 |
| 問題 | 是   | 否   | 是   | 否   |
| --- | ---- | ---- | ---- | ---- |
| 你是否相信，那些享受裸體日光浴的人們，應當可在不受政府干預下從事這項活動，只要他們是在一處被接受可做這項用途的海灘上？                                     | 72   | 24   | 80   | 17   |
| 地方政府與州政府現在將一些公有土地，設定為特定的休閒用途，例如雪車、衝浪與打獵。你是否認為，應當設定一些特定且隱密的區域，提供給那些享受裸體日光浴的人們？ | 39   | 54   | 48   | 48   |
| 你是否曾在一處海灘、游泳池或其他地方，與一群混合著男女的人們一起「裸泳」或從事裸體日光浴？                                                                 | 15   | 83   | 25   | 73   |

- 2005年，英國CCBN 委託一個調查機構，對其會員進行問卷調查， [63] 發現英國人當中：

| 外國海灘  | 29% |
| 英國海灘  | 20% |
| 報紙      | 15% |
| 朋友      | 9%  |
| 父母      | 8%  |
| 自我信念  | 6%  |
| 電視/廣播 | 5%  |
| 網路      | 3%  |
| H&E雜誌   | 3%  |
| 其他      | 2%  |

| 是 | 58.5% |
| 否 | 41.5% |

| 經常 | 22.4% |
| 偶而 | 40.1% |
| 很少 | 18.7% |
| 從未 | 18.7% |

| 自炊           | 58.5% |
| 飯店           | 41.5% |
| 自有營帳       | 12.7% |
| 租用活動房屋車 | 10%   |
| 自有活動房屋車 | 8.7%  |
| 青年旅社       | 6.6%  |
| 朋友           | 4.4%  |
| 汽車房屋       | 4.2%  |
| 自有住宅       | 3.1%  |
| 租用營帳       | 2.4%  |
| 其他           | 3.3%  |

## 社交裸體的議題
天然主義指出、挑戰和探討了無數的禁忌議題：各種刻板印象，關於人體的裸體呈現、混合各個性別的裸體，個人空間、人的性傾向、gymnophobia，得體行為、身體吸引力、虛榮、客體化(物化)、剝削與同意。天然主義可能因此而具爭議性。

### 天然主義社群的問題
1965 年，Bruce Tuckman寫道，任何一個社群必須經歷四個階段：
成形、動盪、規範、發揮作用。我們可以依據這個脈絡，瞭解當前對於天然主義各個層面的壓力：
- 天然主義俱樂部自我孤立- 已有穩固基礎的俱樂部排斥新會員加入，並拒絕新觀念[39]
- 在社會變革時代之中的家庭運動- 有其必要並受到期望的變革，脫離一種對於一項改變與選擇所做的永久承諾。
- 多重世代的不同偏好-每個世代是一種特定的社會群體，它必須有自己的準則，這與共同規則相一致。
- 俱樂部 vs 度假中心-具有不同根源的各個組織發現，它們很難建立共同的規則。爭論發生在，某些擁護一年到頭都必須堅持天然主義理想的組織，以及那些認為只將天然主義視為夏季休閒的組織之間。天然主義俱樂部正在衰退，而在任何度假勝地使用天然主義設施的人數正在上升。自由海灘的使用者的人數可能超過希望加入俱樂部的人數。
- 支薪員工及志工-很多俱樂部當年以合作社型態成立，但這個價值改變了，當俱樂部開始支付薪水給某些會員或工作時。[20] 當俱樂部支薪給某些會員，讓他們擔任營地管理者時，情況變得益加困難。[39]
- 受到其他組織所滲透--多年來，許多俱樂部嚴格執行"無單身者"政策，來維護俱樂部的家庭性質。[39]許多其他社會群體實行非家庭的裸體主義，無論是社會的單身者，同性戀天然主義者或趕時髦者(swingers)。
- 暴露狂與偷窺狂- 他們在天然主義社群中，就像在穿著衣服的社群中一樣不受歡迎。[28]
- 天然主義媒體 –帶有某些關注議題的家庭天然主義社群，與天然主義出版品與DCD 的出版商。
- 少年裸體夏令營-某些社會關懷團體認為這是一個增長過快的社會運動。
- 不遵守傳統的天然主義者- 主要是在俱樂部之外，雖然他們也偶爾造訪俱樂部。

### 裸體主義與天然主義的雜誌
有人建議，可將裸體主義與天然主義的雜誌歸為四類：
- 由一個正式的全國組織所發行的雜誌，例如英國的BN (CCBN)、加拿大的 Going Natural / Au naturel (FCN/FQN)、美國的Nude & Natural Magazine。
- 為天然主義者發行的雜誌，例如Naturally。
- 獨立發行的雜誌，例如H&E naturist，其中包含一定比例年輕女性專業模特兒的照片，這是受到天然主義社群所反對的部份。
- 只有年輕女性專業模特兒照片的雜誌，許多天然主義者以及雜誌競爭者對此不表贊同。

在這裡舉出的第三群，確實刊登一些天然主義專欄（例如在<健康的日光浴>[Sunbathing for Health]雜誌的「陽光小徑」[Sunny Trails]），以及廣告，提供給真正的天然主義俱樂部與社團，當主流出版品不會包括這些內容時。很多俱樂部和團體都因此感謝他們。
對於某些天然主義者而言，有一個兩難，他們覺得需要在某些雜誌的言論內容，但不贊成他們的某些攝影內容。為第四群雜誌寫作的作家並未普遍得到天然主義者的尊重，但他們的話題經常被新聞媒體所引述，視為有權威的資訊來源。
天然主義者俱樂部願意讓媒體拍攝，但是播出內容並未反映真正的天然主義，到最後一般都會被媒體幽默嘲諷。
對於網際網路的分析，顯示了這些趨勢。天然主義者和裸體主義者的網站被歸於同一類別。許多網頁展示了暴露的甚至色情的圖像，這是完全與天然主義者的理想無關，它們在網頁上採用「天然主義者」或「天然主義」等字眼。然後，這些訊息被媒體記者或支持審查制度的運動者所採用，營造一種對天然主義的虛假形象。
今天，在許多歐洲國家，有許多高品質的天然主義者雜誌，反映了在俱樂部和度假村之中，不同的性別和年齡群體組合。

## 批評
Descamps列舉對於天然主義的批評：這樣子太冷了；正常的身體看起來醜陋----天然主義只適用於那些體態優美者；這樣太難為情了；天然主義違反法律，或違反宗教；「裸體主義讓我想到性」；天然主義是對於原始人或動物。
大多數大眾對於天然主義的批評，源自於：
- 天然主義這個名詞正確的使用情境，對於這些情境的評論，是天然主義者與非天然主義者所共同關心的。例如：在確實具有天然主義內容的網站上，貼上天然主義的標籤，往往是為了鼓勵這些網站。
- 對於天然主義者活動的批評，往往是來自一位作家的想像，他並未在相關的圖書館研究天然主義。

天然主義有時可能包含某些情色的層面，然而，在媒體與大眾心態以及當代的天然主義者與天然主義者組織之間，關於這項議題的爭論，往往是簡化的而且多半抱持負面態度。在歷史上，關於情色感覺的經驗與討論，在天然主義活動當中，例如舞蹈與體操，在早年的德國天然主義扮演重要角色，而且成為它與自然的「正面」連結。然而，一直等到天然主義傳播到在性態度上更加保守的英國與美國文化時，在天然主義之中的情色表現型態與討論，才成為讓人們蹙眉的話題。

### 註解
1. ↑  請參閱《2002–2003 世界天然主義手冊》(2002–2003 World Naturist Handbook)，國際天然主義聯合會(International Naturist Federation，INF-FNI)出版, Sint Hubertusstraat, B-2600 Berchem(Antwerpen) ISBN 90-5583-833-0。INF是由32個國家的天然主義組織代表，以及七個以上國家的聯絡員所組成。最新版本是《Naturisme：INF 世界手冊》(Naturisme, The INF World Handbook) (2006) .   [2008-05-12]. （原始内容存档于2007-09-29）. ISBN 90-5062-080-9
2. 1 2  http://www.inf-fni.org/index_e.htm%7C%5B%5D INF web page
3. ↑  Smith and King (2009), pp. 439-446[]
4. ↑   http://www.chm-montalivet.com/, 2007  [2007-11-29], （原始内容存档于2007-12-13） 缺少或|title=为空 (帮助)
5. ↑  "Le naturisme est la doctrine qui consiste à laisser agir la nature plutot que d'intervenir de manière artificielle". Dr Jean Baptiste Luc Planchon (1734-1781) Il sera publié en 1778 sous le titre :Le Naturisme ou la nature considérée dans les maladies et leur traitement conforme à la doctrine et à la pratique d'Hippocrate et ses sectateurs".
6. 1 2 3 4 5 6 7  2002-2003 World Naturist Handbook, pub International Naturist Federation INF-FNI, Sint Hubertusstraat, B-2600 Berchem(Antwerpen) ISBN 90-5583-833-0 The Agde definition.
7. ↑  

座落於漢諾威的Bund für freies Lebensgestaltung Hannover寫道：「天然主義是嶄新的生活方式，照料我們的身體、靈魂，以及社會的精神。我們生活在這個自由的理想、意識到其限制、承擔我們的責任。我們意志的表現型態是裸體，也就是我們誠心誠意進入這個世界的樣子。」在前引《2002–2003 世界指南》
8. ↑  .   [2010-03-02]. （原始内容存档于2010-03-14）.
9. ↑  。

Mark Storey在他的書Cinema Au Naturel（導論第十一頁）說道：「我們一直會見到裸體主義者（nudist）與天然主義者（naturist）這兩個相關的詞彙。雖然，這兩個詞彙的意義根本是一致的，但對於某些只喜歡使用其中一個，而不喜歡使用另一個的人們來說，它們具有不同的意涵。在美國，人們相信如果天氣許可，個人或在混合著不同性別的群體中全身裸體，在身體上、社會上、情緒上，以及也許在精神上都是健康的。而且其他人若是稱呼他們「裸體主義者」，並不會顯得冒犯。在歐洲，這種人們多半自稱為「天然主義者」
10. ↑  1996-1997 World Naturist Handbook, 國際天然主義聯盟 INF-FNI出版, Sint Hubertusstraat, B-2600 Berchem(Antwerpen) ISBN 90-6716-833-5 Here the English version of the Agde definition was translated differently. Naturism (American "nudism") is a way of life in harmony with nature characterised by the practice of communal nudity with the intention of encouraging self-respect, respect for others and the environment.
11. ↑  Presently, Mark Storey is authoring an article detailing historical use of the terms naturism and nudism and how they differ between different cultures, countries, and time periods in history. In a telephone interview by Daniel Johnson on 15 Apr 2006 with Storey he stated that "a draft of the piece was posted on the "References" page of the The Naturist Society web site （页面存档备份，存于） for a few weeks". At the time of its former release in October 2004 it was titled Naturism, Nudism, or Nameless? A History of Terms He is planning on publishing a revised article as soon as additional information and errors are corrected.
12. ↑  Ray Connett, Sunny Trails, in Sunbathing for Health  Sept 1947 p 8, July 1957 p 14 writes that Naturism is a weasel word that can mean anything
13. ↑  Bancroft 2003.
14. ↑  Gordon & Schroeder 1995，第16頁.
15. ↑  Bonner 2000，第209-頁.
16. ↑  Okami 1995.
17. ↑  Okami et al 1998.
18. 1 2 3  , 1999  [2007-11-28], （原始内容存档于2007-11-19）
19. 1 2   Histoire de Montalivet et des Naturistes du Medoc, Marc-Alain Deschamps, pub. Editions Publimag ISBN 2-952420-0-4
20. 1 2 3 4 5 6 7 8 9 10  Au naturel, the History of Nudism in Canada, James Woycke Ph.D, pub 2003, Federation of Canadian Naturists, ISBN 0-9682332-3-6
21. ↑  法國梅鐸最大的三處渡假中心是Euronat（335英畝）、CHM（175英畝再加上一條長3公里的海灘、La Jenny（127英畝）。
22. ↑  .   [2008-12-10]. （原始内容存档于2008-12-10）.
23. ↑   https://web.archive.org/web/20071031074057/http://veraplaya.info/history.html,   [2007-11-22], （原始内容存档于2007-10-31） 缺少或|title=为空 (帮助)
24. ↑  .   [2010-03-03]. （原始内容存档于2013-03-08）.
25. ↑  , 2007  [2007-11-27], （原始内容存档于2007-11-16）
26. ↑  Buzzy, Gordon, , 2007  [2007-11-27], （原始内容存档于2008-01-20）AANR John Kinman refers to ten beaches
27. ↑   https://web.archive.org/web/20071217132307/http://www.ganz-muenchen.de/freizeitfitness/baden/fkk.html,   [2007-11-27], （原始内容存档于2007-12-17） 缺少或|title=为空 (帮助)
28. 1 2  Boura, Malcolm, , British Naturism, Summer, BN 172: 31, ISSN 0264-0406
29. ↑  .   [2008-12-07]. （原始内容存档于2008-12-07）.
30. ↑  .   [2008-12-10]. （原始内容存档于2008-12-10）.
31. ↑  , 2007  [2007-11-27], （原始内容存档于2007-11-27）
32. ↑   http://www.nakedeurope.org/riding.html,   [2007-11-27] 缺少或|title=为空 (帮助)
33. ↑  Rodrigo, Ismael, , March 20, 2007  [2009-06-16], （原始内容存档于2011-07-23）
34. ↑  Moss, Stephen, , August 6, 2003  [2007-11-27], （原始内容存档于2007-12-09）
35. 1 2 3  Exposed and stark naked -- on purpose,Kathy George, Seattle Post-Intelligencer 2003-04-07 accessed 15/01/2008
36. ↑  In October 2006, the party was dissolved, as announced by party Secretary and parliamentary candidate Sylvia Else: "NLP winding up." (Topic), in aus.culture.naturist at Google Groups （页面存档备份，存于）
37. ↑    - Jim Hamm Productions Limited Spirit Wrestlers, a 2002 documentary video and DVD about the Russian Christian sect called Freedomite Doukhobors,
38. ↑  http://www.figleafforum.com/resources_genesis.html （页面存档备份，存于） "What Do The First Three Chapters Of Genesis Teach About Clothing?" by Ian B. Johnson, Fig Leaf Fourm (note: articles such as this one are peer reviewed)
39. 1 2 3 4 5 6 7 8 9  Vivre Nu: Psychosociologie du Naturisme, Marc-Alain Descamps, Edition Trismégiste, 1987, ISBN 2-86509-026-4
40. 1 2   http://www.naturistplace.com/nudity19.htm, （原始内容存档于2010-01-09） 缺少或|title=为空 (帮助)
41. ↑  (參閱Gill Perry 的書寫，關於二十世紀早期，在原始主義、立體派與抽象派之中的裝飾、表現與原始)
42. 1 2 3 4 5 6 7 8  anderson, howard, ,   [2007-11-30], （原始内容存档于2009-01-05）
43. 1 2  BUPA's Health Information Team, , 24 March 2004  [2/12/2007], （原始内容存档于2007年2月3日）
44. ↑  ,   [2/12/2007], （原始内容存档于2012-03-28）
45. ↑   fr:Naturisme
46. ↑   Local knowledge
47. ↑  Discussed in:Veltheim, Andrew, ,   [2/12/2007], （原始内容存档于2010-04-08）
48. 1 2 3 4 5  Buchy, Philip Edward, [www.ohiolink.edu/etd/send-pdf.cgi?acc_num=miami1114115398 ] 请检查|url=值 (帮助), Miami University, Oxford, Ohio, Department of Architecture, 2005 已忽略未知参数|dateofaccess= (帮助)
49. ↑  Farrer, Michael,  https://web.archive.org/web/20111028021435/http://www.british-naturism.org.uk/pages/pages.asp?page_ID=44,   [2007-11-27], ISSN 0264-0406, （原始内容存档于2011-10-28） 缺少或|title=为空 (帮助)
50. ↑   Nacktheit, 1906, Nackt, 1908, etc.
51. ↑  .   [2010-03-29]. （原始内容存档于2010-04-14）.
52. 1 2 3  French wikipedia
53. 1 2 3 4  Farrar, Michael, , 2007  [02/01/2008], （原始内容存档于2010-10-19）
54. ↑  Farrar, Michael, , 2007  [02/01/2008], （原始内容存档于2008-12-05）
55. ↑  .   [2010-04-04]. （原始内容存档于2010-01-14）.
56. ↑  .   [2010-04-04]. （原始内容存档于2007-11-18）.
57. ↑  .   [2010-04-04]. （原始内容存档于2012-10-19）.
58. ↑  .   [2010-04-04]. （原始内容存档于2008-01-23）.
59. ↑  .   [2021-05-07]. （原始内容存档于2021-05-07）.
60. ↑  BBC 2017.
61. ↑  .   [2010-04-05]. （原始内容存档于2009-08-30）.
62. ↑  anderson, howard, , 2000  [2007-11-30], （原始内容存档于2008-12-19）
63. ↑  [www.british-naturism.org ] 请检查|url=值 (帮助), British  Naturism, Summer, 164: 26, ISSN 0264-0406  and two next issue.
64. ↑  Edwards, Adam, , 10 May 2006  [2/12/2007], （原始内容存档于2008-12-05） 提供了天然主義的歷史，以一種個人風格寫成，試圖使用這類型的幽默口吻。
65. ↑  Smith, G.; King, M. (2009). Naturism and sexuality: Broadening our approach to sexual wellbeing,Health and Place. Vol 15, Issue 2[], June 2009.

## 延伸閱讀
- Lee Baxandall's World Guide to Nude Beaches & Resorts: New for the '90s (1997)  （页面存档备份，存于） ISBN 0-934106-21-5
- No Shoes, No Shirt, No Worries（页面存档备份，存于） Article on "nakations" in The New York Times
- Naked Places, A Guide for Gay Men to Nude Recreation and Travel (2006)  ISBN 0-9656089-4-8
- The Canadian Guide to Naturist Resorts & Beaches (2000)  ISBN 0-9682332-2-8
- North American Guide to Nude Recreation (2002) （页面存档备份，存于） ISBN 1-882033-09-4
- Bare Beaches (2004)  ISBN 0-9544767-1-9
- Storey, Mark Social Nudity, Sexual Attraction, and Respect Nude & Natural magazine, 24.3 Spring 2005.
- Storey, Mark Children, Social Nudity and Academic Research Nude & Natural magazine, 23.4 Summer 2004.
- The Complete Guide To Nudism And Naturism (2006)  ISBN 1-84685-258-7 ISBN 978-1-84685-258-9
- Smith, G.; King, M. (2009). Naturism and sexuality: Broadening our approach to sexual wellbeing,Health and Place. Vol 15, Issue 2[], June 2009.